# 2017-es IIHF jégkorong-világbajnokság
A 2017-es IIHF jégkorong-világbajnokságot Franciaország és Németország közösen rendezte május 5. és 21. között. A világbajnokságon 16 válogatott vett részt. A vb-t Svédország nyerte, története során 10. alkalommal.

## Helyszínek
A Nemzetközi Jégkorongszövetség 2013. május 17-én döntött a helyszínről. A francia–német pályázat 63, a lett–dán pedig 45 szavazatot kapott.
| Párizs                             | Párizs Köln · A 2017-es IIHF jégkorong-világbajnokság helyszínei | Köln                           |
| AccorHotels Arena Férőhely: 15 000 | Párizs Köln · A 2017-es IIHF jégkorong-világbajnokság helyszínei | Lanxess Arena Férőhely: 18 500 |
|                                    | Párizs Köln · A 2017-es IIHF jégkorong-világbajnokság helyszínei |                                |

## Résztvevők
A világbajnokságon az alábbi 16 válogatott vesz részt.
| Európa - Franciaország† - Németország† - Csehország* - Dánia* - Fehéroroszország* - Finnország* - Lettország* - Olaszország^ | - Oroszország* - Norvégia* - Szlovénia^ - Svájc* - Svédország* - Szlovákia* Észak-Amerika - Kanada* - Egyesült Államok* |

† = Rendező
* = A 2016-os IIHF jégkorong-világbajnokság első 14 helyének valamelyikén végzett.
^ = A 2016-os IIHF divízió I-es jégkorong-világbajnokság feljutói

## Kiemelés
A kiemelés és a csoportbeosztás a 2016-os IIHF-világranglistán alapult. A csapatok után zárójelben a világranglista-helyezés olvasható.
| A csoport - Oroszország (2) - Egyesült Államok (4) - Svédország (5) - Szlovákia (8) - Németország (10) - Lettország (12) - Dánia (13) - Olaszország (18) | B csoport - Kanada (1) - Finnország (3) - Csehország (6) - Svájc (7) - Fehéroroszország (9) - Norvégia (11) - Franciaország (14) - Szlovénia (15) |

## Csoportkör
A kezdési időpontok helyi idő szerint (UTC+2) értendők.

### A csoport
| Hely. | Csapat           | M | Gy | HGy | HV | V | G+ | G– | Gk  | P  | Továbbjutás vagy kiesés                    |
| ----- | ---------------- | - | -- | --- | -- | - | -- | -- | --- | -- | ------------------------------------------ |
| 1.    | Egyesült Államok | 7 | 6  | 0   | 0  | 1 | 31 | 14 | +17 | 18 | Továbbjutott az egyenes kieséses szakaszba |
| 2.    | Oroszország      | 7 | 5  | 1   | 0  | 1 | 35 | 10 | +25 | 17 | Továbbjutott az egyenes kieséses szakaszba |
| 3.    | Svédország       | 7 | 5  | 0   | 1  | 1 | 29 | 13 | +16 | 16 | Továbbjutott az egyenes kieséses szakaszba |
| 4.    | Németország (R)  | 7 | 2  | 2   | 1  | 2 | 20 | 23 | −3  | 11 | Továbbjutott az egyenes kieséses szakaszba |
| 5.    | Lettország       | 7 | 3  | 0   | 1  | 3 | 14 | 18 | −4  | 10 |                                            |
| 6.    | Dánia            | 7 | 1  | 2   | 0  | 4 | 13 | 22 | −9  | 7  |                                            |
| 7.    | Szlovákia        | 7 | 0  | 1   | 2  | 4 | 12 | 28 | −16 | 4  |                                            |
| 8.    | Olaszország      | 7 | 0  | 0   | 1  | 6 | 6  | 32 | −26 | 1  | Kiesett a divízió I A-ba                   |

| 2017. május 5. 16:15 | Svédország | 1–2 (sz.) (1–0, 0–0, 0–1) (h.u.: 0–0) (sz.: 0–1) | Oroszország | Lanxess Arena, Köln Nézőszám: 18 537 |

| Jegyzőkönyv                                                                                            | Jegyzőkönyv  | Jegyzőkönyv                            | Jegyzőkönyv          | Jegyzőkönyv                                                                            |
| --- | ------------ | -------------------------------------- | -------------------- | -------------------------------------------------------------------------------------- |
| | Viktor Fasth | Kapusok                                | Andrej Vaszilevszkij | Játékvezetők: Anssi Salonen Daniel Stricker Vonalbírók: Roman Kaderli Nathan Vanoosten |
| \| Lindholm (Rask, Hedman) – 14:40 \| 1–0 \| \| \| \| 1–1 \| Andronov (Barabanov, Provorov) – 43:58 \| |              |                                        |                      | Játékvezetők: Anssi Salonen Daniel Stricker Vonalbírók: Roman Kaderli Nathan Vanoosten |
| Lindholm Ekman-Larsson Nylander                                                                        | Szétlövés    | Guszev Panarin                         |                      | Játékvezetők: Anssi Salonen Daniel Stricker Vonalbírók: Roman Kaderli Nathan Vanoosten |
| 4 perc                                                                                                 | Büntetések   | 2 perc                                 |                      | Játékvezetők: Anssi Salonen Daniel Stricker Vonalbírók: Roman Kaderli Nathan Vanoosten |
| 23 | Lövések      | 30                                     |                      | Játékvezetők: Anssi Salonen Daniel Stricker Vonalbírók: Roman Kaderli Nathan Vanoosten |
| Lindholm (Rask, Hedman) – 14:40                                                                        | 1–0          |                                        |                      | Játékvezetők: Anssi Salonen Daniel Stricker Vonalbírók: Roman Kaderli Nathan Vanoosten |
| | 1–1          | Andronov (Barabanov, Provorov) – 43:58 |                      | Játékvezetők: Anssi Salonen Daniel Stricker Vonalbírók: Roman Kaderli Nathan Vanoosten |

| 2017. május 5. 20:15 | Egyesült Államok | 1–2 (0–1, 0–0, 1–1) | Németország | Lanxess Arena, Köln Nézőszám: 18 688 |

| Jegyzőkönyv | Jegyzőkönyv  | Jegyzőkönyv                            | Jegyzőkönyv   | Jegyzőkönyv                                                                      |
| --- | ------------ | -------------------------------------- | ------------- | -------------------------------------------------------------------------------- |
| | Jimmy Howard | Kapusok                                | Thomas Greiss | Játékvezetők: Oliver Gouin Jozef Kubuš Vonalbírók: Hannu Sormunen Libor Suchánek |
| \| \| 0–1 \| Rieder (Reimer, Kahun) – 10:50 \| \| Murphy (Larkin, Nelson) – 51:00 \| 1–1 \| \| \| \| 1–2 \| Hager (Seidenberg, Gogulla) PP – 53:58 \| |              |                                        |               | Játékvezetők: Oliver Gouin Jozef Kubuš Vonalbírók: Hannu Sormunen Libor Suchánek |
| 4 perc | Büntetések   | 4 perc                                 |               | Játékvezetők: Oliver Gouin Jozef Kubuš Vonalbírók: Hannu Sormunen Libor Suchánek |
| 43 | Lövések      | 27                                     |               | Játékvezetők: Oliver Gouin Jozef Kubuš Vonalbírók: Hannu Sormunen Libor Suchánek |
| | 0–1          | Rieder (Reimer, Kahun) – 10:50         |               | Játékvezetők: Oliver Gouin Jozef Kubuš Vonalbírók: Hannu Sormunen Libor Suchánek |
| Murphy (Larkin, Nelson) – 51:00 | 1–1          |                                        |               | Játékvezetők: Oliver Gouin Jozef Kubuš Vonalbírók: Hannu Sormunen Libor Suchánek |
| | 1–2          | Hager (Seidenberg, Gogulla) PP – 53:58 |               | Játékvezetők: Oliver Gouin Jozef Kubuš Vonalbírók: Hannu Sormunen Libor Suchánek |

| 2017. május 6. 12:15 | Lettország | 3–0 (0–0, 1–0, 2–0) | Dánia | Lanxess Arena, Köln Nézőszám: 13 453 |

| Jegyzőkönyv | Jegyzőkönyv      | Jegyzőkönyv | Jegyzőkönyv    | Jegyzőkönyv                                                                         |
| --- | ---------------- | ----------- | -------------- | ----------------------------------------------------------------------------------- |
| | Elvis Merzļikins | Kapusok     | Sebastian Dahm | Játékvezetők: Linus Öhlund Daniel Stricker Vonalbírók: Roman Kaderli Libor Suchánek |
| \| Meija (Kulda) – 23:08 \| 1–0 \| \| \| Indrašis (Sprukts, Ri. Bukarts) – 41:48 \| 2–0 \| \| \| Indrašis (Ro. Bukarts, Balinskis) (PP2) – 52:40 \| 3–0 \| \| |                  |             |                | Játékvezetők: Linus Öhlund Daniel Stricker Vonalbírók: Roman Kaderli Libor Suchánek |
| 6 perc | Büntetések       | 12 perc     |                | Játékvezetők: Linus Öhlund Daniel Stricker Vonalbírók: Roman Kaderli Libor Suchánek |
| 35 | Lövések          | 27          |                | Játékvezetők: Linus Öhlund Daniel Stricker Vonalbírók: Roman Kaderli Libor Suchánek |
| Meija (Kulda) – 23:08 | 1–0              |             |                | Játékvezetők: Linus Öhlund Daniel Stricker Vonalbírók: Roman Kaderli Libor Suchánek |
| Indrašis (Sprukts, Ri. Bukarts) – 41:48 | 2–0              |             |                | Játékvezetők: Linus Öhlund Daniel Stricker Vonalbírók: Roman Kaderli Libor Suchánek |
| Indrašis (Ro. Bukarts, Balinskis) (PP2) – 52:40 | 3–0              |             |                | Játékvezetők: Linus Öhlund Daniel Stricker Vonalbírók: Roman Kaderli Libor Suchánek |

| 2017. május 6. 16:15 | Szlovákia | 3–2 (h.u.) (1–0, 0–1, 1–1) (h.u.: 1–0) | Olaszország | Lanxess Arena, Köln Nézőszám: 12 229 |

| Jegyzőkönyv | Jegyzőkönyv    | Jegyzőkönyv               | Jegyzőkönyv     | Jegyzőkönyv                                                                                    |
| --- | -------------- | ------------------------- | --------------- | ---------------------------------------------------------------------------------------------- |
| | Július Hudáček | Kapusok                   | Andreas Bernard | Játékvezetők: Oliver Gouin Antonín Jeřábek Vonalbírók: Joep Leermakers (NED) Alexander Otmahov |
| \| Miklík (Jánošík, Čerešňák) – 6:58 \| 1–0 \| \| \| \| 1–1 \| Morini (Frigo) – 35:06 \| \| \| 1–2 \| Frigo (Scandella) – 42:41 \| \| L. Hudáček (Miklik, Sersen) – 58:56 \| 2–2 \| \| \| Čerešňák (Bližňák, Skokan) – 62:45 \| 3–2 \| \| |                |                           |                 | Játékvezetők: Oliver Gouin Antonín Jeřábek Vonalbírók: Joep Leermakers (NED) Alexander Otmahov |
| 2 perc | Büntetések     | 8 perc                    |                 | Játékvezetők: Oliver Gouin Antonín Jeřábek Vonalbírók: Joep Leermakers (NED) Alexander Otmahov |
| 32 | Lövések        | 19                        |                 | Játékvezetők: Oliver Gouin Antonín Jeřábek Vonalbírók: Joep Leermakers (NED) Alexander Otmahov |
| Miklík (Jánošík, Čerešňák) – 6:58 | 1–0            |                           |                 | Játékvezetők: Oliver Gouin Antonín Jeřábek Vonalbírók: Joep Leermakers (NED) Alexander Otmahov |
| | 1–1            | Morini (Frigo) – 35:06    |                 | Játékvezetők: Oliver Gouin Antonín Jeřábek Vonalbírók: Joep Leermakers (NED) Alexander Otmahov |
| | 1–2            | Frigo (Scandella) – 42:41 |                 | Játékvezetők: Oliver Gouin Antonín Jeřábek Vonalbírók: Joep Leermakers (NED) Alexander Otmahov |
| L. Hudáček (Miklik, Sersen) – 58:56 | 2–2            |                           |                 |                                                                                                |
| Čerešňák (Bližňák, Skokan) – 62:45 | 3–2            |                           |                 |                                                                                                |

| 2017. május 6. 20:15 | Németország | 2–7 (1–1, 1–3, 0–3) | Svédország | Lanxess Arena, Köln Nézőszám: 18 673 |

| Jegyzőkönyv | Jegyzőkönyv                        | Jegyzőkönyv                             | Jegyzőkönyv  | Jegyzőkönyv                                                                     |
| --- | ---------------------------------- | --------------------------------------- | ------------ | ------------------------------------------------------------------------------- |
| | Thomas Greiss Danny aus den Birken | Kapusok                                 | Viktor Fasth | Játékvezetők: Roman Gofman Eduards Odiņš Vonalbírók: Ivan Dedyulya Brian Oliver |
| \| \| 0–1 \| 06:56 – Ekman-Larsson (Landeskog, Rask) \| \| Hager (D. Seidenberg, Ehliz) – 16:14 \| 1–1 \| \| \| \| 1–2 \| 20:23 – Rask (Hedman, Strålman) (PP) \| \| Gogulla (Hager, Schütz) (PP) – 25:26 \| 2–2 \| \| \| \| 2–3 \| 35:14 – Omark (Krüger) \| \| \| 2–4 \| 39:57 – Brodin (Nylander, Eriksson Ek) \| \| \| 2–5 \| 49:42 – Landeskog (Rask, Söderberg) \| \| \| 2–6 \| 50:40 – Nylander (Strålman) \| \| \| 2–7 \| 51:59 – Nylander (Landeskog) \| |                                    |                                         |              | Játékvezetők: Roman Gofman Eduards Odiņš Vonalbírók: Ivan Dedyulya Brian Oliver |
| 10 perc | Büntetések                         | 10 perc                                 |              | Játékvezetők: Roman Gofman Eduards Odiņš Vonalbírók: Ivan Dedyulya Brian Oliver |
| 24 | Lövések                            | 44                                      |              | Játékvezetők: Roman Gofman Eduards Odiņš Vonalbírók: Ivan Dedyulya Brian Oliver |
| | 0–1                                | 06:56 – Ekman-Larsson (Landeskog, Rask) |              | Játékvezetők: Roman Gofman Eduards Odiņš Vonalbírók: Ivan Dedyulya Brian Oliver |
| Hager (D. Seidenberg, Ehliz) – 16:14 | 1–1                                |                                         |              | Játékvezetők: Roman Gofman Eduards Odiņš Vonalbírók: Ivan Dedyulya Brian Oliver |
| | 1–2                                | 20:23 – Rask (Hedman, Strålman) (PP)    |              | Játékvezetők: Roman Gofman Eduards Odiņš Vonalbírók: Ivan Dedyulya Brian Oliver |
| Gogulla (Hager, Schütz) (PP) – 25:26 | 2–2                                |                                         |              |                                                                                 |
| | 2–3                                | 35:14 – Omark (Krüger)                  |              |                                                                                 |
| | 2–4                                | 39:57 – Brodin (Nylander, Eriksson Ek)  |              |                                                                                 |
| | 2–5                                | 49:42 – Landeskog (Rask, Söderberg)     |              |                                                                                 |
| | 2–6                                | 50:40 – Nylander (Strålman)             |              |                                                                                 |
| | 2–7                                | 51:59 – Nylander (Landeskog)            |              |                                                                                 |

| 2017. május 7. 12:15 | Olaszország | 1–10 (0–2, 1–3, 0–5) | Oroszország | Lanxess Arena, Köln Nézőszám: 10 893 |

| Jegyzőkönyv | Jegyzőkönyv       | Jegyzőkönyv                                       | Jegyzőkönyv                        | Jegyzőkönyv                                                                     |
| --- | ----------------- | ------------------------------------------------- | ---------------------------------- | ------------------------------------------------------------------------------- |
| | Frederic Cloutier | Kapusok                                           | Andrej Vaszilevszkij Ilja Szorokin | Játékvezetők: Jozef Kubuš Linus Öhlund Vonalbírók: Brian Oliver Sakari Suominen |
| \| \| 0–1 \| 09:35 – Andronov (Barabanov, Gavrikov) \| \| \| 0–2 \| 18:59 – Dadonov (Panarin, Sipacsov) (PP) \| \| Traversa (Bernard, Helfer) – 23:40 \| 1–2 \| \| \| \| 1–3 \| 24:51 – Kucserov (Namesztnyikov, Guszev) (PP) \| \| \| 1–4 \| 35:04 – Namesztnyikov (Kucserov) \| \| \| 1–5 \| 36:21 – Panarin (Mozjakin, Sipacsov) (PP) \| \| \| 1–6 \| 43:39 – Plotnyikov (Kucserov, Namesztnyikov) (PP) \| \| \| 1–7 \| 45:29 – Mozjakin (Sipacsov, Panarin) (PP) \| \| \| 1–8 \| 45:48 – Namesztnyikov (Kucserov, Guszev) \| \| \| 1–9 \| 50:21 – Panarin (Mozjakin, Sipacsov) (PP) \| \| \| 1–10 \| 58:54 – Andronov (Barabanov, Provorov) \| |                   |                                                   |                                    | Játékvezetők: Jozef Kubuš Linus Öhlund Vonalbírók: Brian Oliver Sakari Suominen |
| 12 perc | Büntetések        | 6 perc                                            |                                    | Játékvezetők: Jozef Kubuš Linus Öhlund Vonalbírók: Brian Oliver Sakari Suominen |
| 15 | Lövések           | 36                                                |                                    | Játékvezetők: Jozef Kubuš Linus Öhlund Vonalbírók: Brian Oliver Sakari Suominen |
| | 0–1               | 09:35 – Andronov (Barabanov, Gavrikov)            |                                    | Játékvezetők: Jozef Kubuš Linus Öhlund Vonalbírók: Brian Oliver Sakari Suominen |
| | 0–2               | 18:59 – Dadonov (Panarin, Sipacsov) (PP)          |                                    | Játékvezetők: Jozef Kubuš Linus Öhlund Vonalbírók: Brian Oliver Sakari Suominen |
| Traversa (Bernard, Helfer) – 23:40 | 1–2               |                                                   |                                    | Játékvezetők: Jozef Kubuš Linus Öhlund Vonalbírók: Brian Oliver Sakari Suominen |
| | 1–3               | 24:51 – Kucserov (Namesztnyikov, Guszev) (PP)     |                                    |                                                                                 |
| | 1–4               | 35:04 – Namesztnyikov (Kucserov)                  |                                    |                                                                                 |
| | 1–5               | 36:21 – Panarin (Mozjakin, Sipacsov) (PP)         |                                    |                                                                                 |
| | 1–6               | 43:39 – Plotnyikov (Kucserov, Namesztnyikov) (PP) |                                    |                                                                                 |
| | 1–7               | 45:29 – Mozjakin (Sipacsov, Panarin) (PP)         |                                    |                                                                                 |
| | 1–8               | 45:48 – Namesztnyikov (Kucserov, Guszev)          |                                    |                                                                                 |
| | 1–9               | 50:21 – Panarin (Mozjakin, Sipacsov) (PP)         |                                    |                                                                                 |
| | 1–10              | 58:54 – Andronov (Barabanov, Provorov)            |                                    |                                                                                 |

| 2017. május 7. 16:15 | Egyesült Államok | 7–2 (3–1, 3–1, 1–0) | Dánia | Lanxess Arena, Köln Nézőszám: 8764 |

| Jegyzőkönyv | Jegyzőkönyv       | Jegyzőkönyv                             | Jegyzőkönyv    | Jegyzőkönyv                                                                           |
| --- | ----------------- | --------------------------------------- | -------------- | ------------------------------------------------------------------------------------- |
| | Connor Hellebuyck | Kapusok                                 | Sebastian Dahm | Játékvezetők: Antonín Jeřábek Eduards Odiņš Vonalbírók: Ivan Dedyulja Joep Leermakers |
| \| Lee (Gaudreau, Larkin) (PP) – 05:37 \| 1–0 \| \| \| Keller (McAvoy, Schmaltz) – 13:06 \| 2–0 \| \| \| \| 2–1 \| 16:10 – Madsen (Ehlers, J. Jensen) (PP) \| \| Gaudreau (Larkin) (PP) – 18:59 \| 3–1 \| \| \| \| 3–2 \| 21:08 – Hardt (Jakobsen) \| \| Keller (Bjugstad) – 34:33 \| 4–2 \| \| \| Lee (Hanifin, Eichel) (PP) – 37:09 \| 5–2 \| \| \| Nelson (Schmaltz) – 37:37 \| 6–2 \| \| \| Keller – 53:00 \| 7–2 \| \| |                   |                                         |                | Játékvezetők: Antonín Jeřábek Eduards Odiņš Vonalbírók: Ivan Dedyulja Joep Leermakers |
| 12 perc | Büntetések        | 24 perc                                 |                | Játékvezetők: Antonín Jeřábek Eduards Odiņš Vonalbírók: Ivan Dedyulja Joep Leermakers |
| 34 | Lövések           | 25                                      |                | Játékvezetők: Antonín Jeřábek Eduards Odiņš Vonalbírók: Ivan Dedyulja Joep Leermakers |
| Lee (Gaudreau, Larkin) (PP) – 05:37 | 1–0               |                                         |                | Játékvezetők: Antonín Jeřábek Eduards Odiņš Vonalbírók: Ivan Dedyulja Joep Leermakers |
| Keller (McAvoy, Schmaltz) – 13:06 | 2–0               |                                         |                | Játékvezetők: Antonín Jeřábek Eduards Odiņš Vonalbírók: Ivan Dedyulja Joep Leermakers |
| | 2–1               | 16:10 – Madsen (Ehlers, J. Jensen) (PP) |                | Játékvezetők: Antonín Jeřábek Eduards Odiņš Vonalbírók: Ivan Dedyulja Joep Leermakers |
| Gaudreau (Larkin) (PP) – 18:59 | 3–1               |                                         |                |                                                                                       |
| | 3–2               | 21:08 – Hardt (Jakobsen)                |                |                                                                                       |
| Keller (Bjugstad) – 34:33 | 4–2               |                                         |                |                                                                                       |
| Lee (Hanifin, Eichel) (PP) – 37:09 | 5–2               |                                         |                |                                                                                       |
| Nelson (Schmaltz) – 37:37 | 6–2               |                                         |                |                                                                                       |
| Keller – 53:00 | 7–2               |                                         |                |                                                                                       |

| 2017. május 7. 20:15 | Lettország | 3–1 (1–0, 1–0, 1–1) | Szlovákia | Lanxess Arena, Köln Nézőszám: 8149 |

| Jegyzőkönyv | Jegyzőkönyv      | Jegyzőkönyv                            | Jegyzőkönyv | Jegyzőkönyv                                                                              |
| --- | ---------------- | -------------------------------------- | ----------- | ---------------------------------------------------------------------------------------- |
| | Elvis Merzļikins | Kapusok                                | Ján Laco    | Játékvezetők: Roman Gofman Anssi Salonen Vonalbírók: Alexander Otmakhov Nathan Vanoosten |
| \| Sprukts (Ri. Bukarts, Girgensons) (PP) – 10:24 \| 1–0 \| \| \| Girgensons (Ri. Bukarts, Ro. Bukarts) (PP) – 27:26 \| 2–0 \| \| \| \| 2–1 \| 49:09 – Miklík (Dravecký, Haščák) (PP) \| \| Džeriņš (Cibuļskis, Daugaviņš) (PP) – 50:36 \| 3–1 \| \| |                  |                                        |             | Játékvezetők: Roman Gofman Anssi Salonen Vonalbírók: Alexander Otmakhov Nathan Vanoosten |
| 12 perc | Büntetések       | 37 perc                                |             | Játékvezetők: Roman Gofman Anssi Salonen Vonalbírók: Alexander Otmakhov Nathan Vanoosten |
| 22 | Lövések          | 30                                     |             | Játékvezetők: Roman Gofman Anssi Salonen Vonalbírók: Alexander Otmakhov Nathan Vanoosten |
| Sprukts (Ri. Bukarts, Girgensons) (PP) – 10:24 | 1–0              |                                        |             | Játékvezetők: Roman Gofman Anssi Salonen Vonalbírók: Alexander Otmakhov Nathan Vanoosten |
| Girgensons (Ri. Bukarts, Ro. Bukarts) (PP) – 27:26 | 2–0              |                                        |             | Játékvezetők: Roman Gofman Anssi Salonen Vonalbírók: Alexander Otmakhov Nathan Vanoosten |
| | 2–1              | 49:09 – Miklík (Dravecký, Haščák) (PP) |             | Játékvezetők: Roman Gofman Anssi Salonen Vonalbírók: Alexander Otmakhov Nathan Vanoosten |
| Džeriņš (Cibuļskis, Daugaviņš) (PP) – 50:36 | 3–1              |                                        |             |                                                                                          |

| 2017. május 8. 16:15 | Németország | 3–6 (0–3, 0–2, 3–1) | Oroszország | Lanxess Arena, Köln Nézőszám: 18 734 |

| Jegyzőkönyv | Jegyzőkönyv   | Jegyzőkönyv                                 | Jegyzőkönyv          | Jegyzőkönyv                                                                          |
| --- | ------------- | ------------------------------------------- | -------------------- | ------------------------------------------------------------------------------------ |
| | Thomas Greiss | Kapusok                                     | Andrej Vaszilevszkij | Játékvezetők: Oliver Gouin Anssi Salonen Vonalbírók: Libor Suchánek Nathan Vanoosten |
| \| \| 0–1 \| 01:04 – Sipacsov (Dadonov, Panarin) \| \| \| 0–2 \| 17:10 – Sipacsov (Guszev, Panarin) (PP) \| \| \| 0–3 \| 18:15 – Plotnyikov (Antipin, Provorov) (PP) \| \| \| 0–4 \| 31:10 – Guszev (Panarin, Belov) (PP) \| \| \| 0–5 \| 35:16 – Kucserov \| \| Macek (Müller, D. Seidenberg) – 45:53 \| 1–5 \| \| \| Gogulla (Ehrhoff, Kahun) (PP) – 48:34 \| 2–5 \| \| \| \| 2–6 \| 51:40 – Kucserov (Panarin) \| \| Tiffels (Kink, D. Seidenberg) – 59:10 \| 3–6 \| \| |               |                                             |                      | Játékvezetők: Oliver Gouin Anssi Salonen Vonalbírók: Libor Suchánek Nathan Vanoosten |
| 29 perc | Büntetések    | 12 perc                                     |                      | Játékvezetők: Oliver Gouin Anssi Salonen Vonalbírók: Libor Suchánek Nathan Vanoosten |
| 29 | Lövések       | 35                                          |                      | Játékvezetők: Oliver Gouin Anssi Salonen Vonalbírók: Libor Suchánek Nathan Vanoosten |
| | 0–1           | 01:04 – Sipacsov (Dadonov, Panarin)         |                      | Játékvezetők: Oliver Gouin Anssi Salonen Vonalbírók: Libor Suchánek Nathan Vanoosten |
| | 0–2           | 17:10 – Sipacsov (Guszev, Panarin) (PP)     |                      | Játékvezetők: Oliver Gouin Anssi Salonen Vonalbírók: Libor Suchánek Nathan Vanoosten |
| | 0–3           | 18:15 – Plotnyikov (Antipin, Provorov) (PP) |                      | Játékvezetők: Oliver Gouin Anssi Salonen Vonalbírók: Libor Suchánek Nathan Vanoosten |
| | 0–4           | 31:10 – Guszev (Panarin, Belov) (PP)        |                      |                                                                                      |
| | 0–5           | 35:16 – Kucserov                            |                      |                                                                                      |
| Macek (Müller, D. Seidenberg) – 45:53 | 1–5           |                                             |                      |                                                                                      |
| Gogulla (Ehrhoff, Kahun) (PP) – 48:34 | 2–5           |                                             |                      |                                                                                      |
| | 2–6           | 51:40 – Kucserov (Panarin)                  |                      |                                                                                      |
| Tiffels (Kink, D. Seidenberg) – 59:10 | 3–6           |                                             |                      |                                                                                      |

| 2017. május 8. 20:15 | Egyesült Államok | 4–3 (2–3, 1–0, 1–0) | Svédország | Lanxess Arena, Köln Nézőszám: 18 398 |

| Jegyzőkönyv | Jegyzőkönyv  | Jegyzőkönyv                           | Jegyzőkönyv  | Jegyzőkönyv                                                                        |
| --- | ------------ | ------------------------------------- | ------------ | ---------------------------------------------------------------------------------- |
| | Jimmy Howard | Kapusok                               | Viktor Fasth | Játékvezetők: Jozef Kubuš Daniel Stricker Vonalbírók: Roman Kaderli Hannu Sormunen |
| \| \| 0–1 \| 02:14 – Lindholm (Strålman) (PP) \| \| Keller (Eichel, Trouba) – 03:21 \| 1–1 \| \| \| \| 1–2 \| 13:23 – Lindholm (Ekman-Larsson) \| \| Gaudreau (Larkin) – 18:12 \| 2–2 \| \| \| \| 2–3 \| 18:47 – Hedman (Nordström, Klingberg) \| \| Gaudreau (Eichel, Lee) – 22:57 \| 3–3 \| \| \| Compher (Murphy, Larkin) – 51:47 \| 4–3 \| \| |              |                                       |              | Játékvezetők: Jozef Kubuš Daniel Stricker Vonalbírók: Roman Kaderli Hannu Sormunen |
| 12 perc | Büntetések   | 6 perc                                |              | Játékvezetők: Jozef Kubuš Daniel Stricker Vonalbírók: Roman Kaderli Hannu Sormunen |
| 27 | Lövések      | 42                                    |              | Játékvezetők: Jozef Kubuš Daniel Stricker Vonalbírók: Roman Kaderli Hannu Sormunen |
| | 0–1          | 02:14 – Lindholm (Strålman) (PP)      |              | Játékvezetők: Jozef Kubuš Daniel Stricker Vonalbírók: Roman Kaderli Hannu Sormunen |
| Keller (Eichel, Trouba) – 03:21 | 1–1          |                                       |              | Játékvezetők: Jozef Kubuš Daniel Stricker Vonalbírók: Roman Kaderli Hannu Sormunen |
| | 1–2          | 13:23 – Lindholm (Ekman-Larsson)      |              | Játékvezetők: Jozef Kubuš Daniel Stricker Vonalbírók: Roman Kaderli Hannu Sormunen |
| Gaudreau (Larkin) – 18:12 | 2–2          |                                       |              |                                                                                    |
| | 2–3          | 18:47 – Hedman (Nordström, Klingberg) |              |                                                                                    |
| Gaudreau (Eichel, Lee) – 22:57 | 3–3          |                                       |              |                                                                                    |
| Compher (Murphy, Larkin) – 51:47 | 4–3          |                                       |              |                                                                                    |

| 2017. május 9. 16:15 | Olaszország | 1–2 (1–1, 0–0, 0–1) | Lettország | Lanxess Arena, Köln Nézőszám: 6332 |

| Jegyzőkönyv | Jegyzőkönyv     | Jegyzőkönyv                               | Jegyzőkönyv      | Jegyzőkönyv                                                                            |
| --- | --------------- | ----------------------------------------- | ---------------- | -------------------------------------------------------------------------------------- |
| | Andreas Bernard | Kapusok                                   | Elvis Merzļikins | Játékvezetők: Brett Iverson Tobias Wehrli Vonalbírók: Ivan Dedyulya Alexander Otmakhov |
| \| Insam (Traversa) – 03:38 \| 1–0 \| \| \| \| 1–1 \| 12:09 – Džeriņš (Galviņš, Daugaviņš) (PP) \| \| \| 1–2 \| 58:41 – Džeriņš (Bukarts) \| |                 |                                           |                  | Játékvezetők: Brett Iverson Tobias Wehrli Vonalbírók: Ivan Dedyulya Alexander Otmakhov |
| 2 perc | Büntetések      | 6 perc                                    |                  | Játékvezetők: Brett Iverson Tobias Wehrli Vonalbírók: Ivan Dedyulya Alexander Otmakhov |
| 21 | Lövések         | 24                                        |                  | Játékvezetők: Brett Iverson Tobias Wehrli Vonalbírók: Ivan Dedyulya Alexander Otmakhov |
| Insam (Traversa) – 03:38 | 1–0             |                                           |                  | Játékvezetők: Brett Iverson Tobias Wehrli Vonalbírók: Ivan Dedyulya Alexander Otmakhov |
| | 1–1             | 12:09 – Džeriņš (Galviņš, Daugaviņš) (PP) |                  | Játékvezetők: Brett Iverson Tobias Wehrli Vonalbírók: Ivan Dedyulya Alexander Otmakhov |
| | 1–2             | 58:41 – Džeriņš (Bukarts)                 |                  | Játékvezetők: Brett Iverson Tobias Wehrli Vonalbírók: Ivan Dedyulya Alexander Otmakhov |

| 2017. május 9. 20:15 | Szlovákia | 3–4 (sz.) (0–1, 0–2, 3–0) (h.u.: 0–0) (sz.: 0–1) | Dánia | Lanxess Arena, Köln Nézőszám: 4454 |

| Jegyzőkönyv | Jegyzőkönyv    | Jegyzőkönyv                        | Jegyzőkönyv    | Jegyzőkönyv                                                                      |
| --- | -------------- | ---------------------------------- | -------------- | -------------------------------------------------------------------------------- |
| | Július Hudáček | Kapusok                            | Sebastian Dahm | Játékvezetők: Mark Lemelin Marcus Linde Vonalbírók: Joep Leermakers Brian Oliver |
| \| \| 0–1 \| 16:20 – Hardt (Storm, Green) (PP) \| \| \| 0–2 \| 24:46 – Russell (Bau, Lauridsen) \| \| \| 0–3 \| 39:57 – Poulsen (Lauridsen, Green) \| \| Gernát (Miklík, Haščák) – 41:22 \| 1–3 \| \| \| Bližňák (Haščák, Dravecký) (PP) – 46:05 \| 2–3 \| \| \| Miklík (Čerešňák, Dravecký) (PP) – 51:53 \| 3–3 \| \| |                |                                    |                | Játékvezetők: Mark Lemelin Marcus Linde Vonalbírók: Joep Leermakers Brian Oliver |
| Hudáček Haščák Dravecký | Szétlövés      | Ehlers Christensen Green           |                | Játékvezetők: Mark Lemelin Marcus Linde Vonalbírók: Joep Leermakers Brian Oliver |
| 14 perc | Büntetések     | 16 perc                            |                | Játékvezetők: Mark Lemelin Marcus Linde Vonalbírók: Joep Leermakers Brian Oliver |
| 32 | Lövések        | 26                                 |                | Játékvezetők: Mark Lemelin Marcus Linde Vonalbírók: Joep Leermakers Brian Oliver |
| | 0–1            | 16:20 – Hardt (Storm, Green) (PP)  |                | Játékvezetők: Mark Lemelin Marcus Linde Vonalbírók: Joep Leermakers Brian Oliver |
| | 0–2            | 24:46 – Russell (Bau, Lauridsen)   |                | Játékvezetők: Mark Lemelin Marcus Linde Vonalbírók: Joep Leermakers Brian Oliver |
| | 0–3            | 39:57 – Poulsen (Lauridsen, Green) |                |                                                                                  |
| Gernát (Miklík, Haščák) – 41:22 | 1–3            |                                    |                |                                                                                  |
| Bližňák (Haščák, Dravecký) (PP) – 46:05 | 2–3            |                                    |                |                                                                                  |
| Miklík (Čerešňák, Dravecký) (PP) – 51:53 | 3–3            |                                    |                |                                                                                  |

| 2017. május 10. 16:15 | Egyesült Államok | 3–0 (1–0, 2–0, 0–0) | Olaszország | Lanxess Arena, Köln Nézőszám: 7168 |

| Jegyzőkönyv | Jegyzőkönyv  | Jegyzőkönyv | Jegyzőkönyv     | Jegyzőkönyv                                                                      |
| --- | ------------ | ----------- | --------------- | -------------------------------------------------------------------------------- |
| | Jimmy Howard | Kapusok     | Andreas Bernard | Játékvezetők: Jan Hribik Marcus Linde Vonalbírók: Gleb Lazarev Andreas Malmqvist |
| \| Nelson – 05:17 \| 1–0 \| \| \| Nelson (Larkin) (SH) – 25:53 \| 2–0 \| \| \| Lee (Gaudreau, Larkin) (PP) – 27:47 \| 3–0 \| \| |              |             |                 | Játékvezetők: Jan Hribik Marcus Linde Vonalbírók: Gleb Lazarev Andreas Malmqvist |
| 4 perc | Büntetések   | 6 perc      |                 | Játékvezetők: Jan Hribik Marcus Linde Vonalbírók: Gleb Lazarev Andreas Malmqvist |
| 32 | Lövések      | 8           |                 | Játékvezetők: Jan Hribik Marcus Linde Vonalbírók: Gleb Lazarev Andreas Malmqvist |
| Nelson – 05:17 | 1–0          |             |                 | Játékvezetők: Jan Hribik Marcus Linde Vonalbírók: Gleb Lazarev Andreas Malmqvist |
| Nelson (Larkin) (SH) – 25:53 | 2–0          |             |                 | Játékvezetők: Jan Hribik Marcus Linde Vonalbírók: Gleb Lazarev Andreas Malmqvist |
| Lee (Gaudreau, Larkin) (PP) – 27:47                                                                                             | 3–0          |             |                 | Játékvezetők: Jan Hribik Marcus Linde Vonalbírók: Gleb Lazarev Andreas Malmqvist |

| 2017. május 10. 20:15 | Szlovákia | 2–3 (sz.) (1–0, 1–2, 0–0) (h.u.: 0–0) (sz.: 0–1) | Németország | Lanxess Arena, Köln Nézőszám: 17 647 |

| Jegyzőkönyv | Jegyzőkönyv    | Jegyzőkönyv                          | Jegyzőkönyv                        | Jegyzőkönyv                                                                        |
| --- | -------------- | ------------------------------------ | ---------------------------------- | ---------------------------------------------------------------------------------- |
| | Július Hudáček | Kapusok                              | Thomas Greiss Danny aus den Birken | Játékvezetők: Stefan Fonselius Brett Iverson Vonalbírók: Rene Jensen Judson Ritter |
| \| Matoušek (Zigo, Šedivý) – 09:23 \| 1–0 \| \| \| Hudáček (Čajkovský) – 21:58 \| 2–0 \| \| \| \| 2–1 \| 36:11 – Reimer (Ehrhoff, Kahun) (PP) \| \| \| 2–2 \| 36:38 – Ehliz (Seidenberg, Müller) \| |                |                                      |                                    | Játékvezetők: Stefan Fonselius Brett Iverson Vonalbírók: Rene Jensen Judson Ritter |
| Hrnka Bližňák Miklík | Szétlövés      | Kahun Macek Ehliz                    |                                    | Játékvezetők: Stefan Fonselius Brett Iverson Vonalbírók: Rene Jensen Judson Ritter |
| 4 perc | Büntetések     | 4 perc                               |                                    | Játékvezetők: Stefan Fonselius Brett Iverson Vonalbírók: Rene Jensen Judson Ritter |
| 28 | Lövések        | 31                                   |                                    | Játékvezetők: Stefan Fonselius Brett Iverson Vonalbírók: Rene Jensen Judson Ritter |
| Matoušek (Zigo, Šedivý) – 09:23 | 1–0            |                                      |                                    | Játékvezetők: Stefan Fonselius Brett Iverson Vonalbírók: Rene Jensen Judson Ritter |
| Hudáček (Čajkovský) – 21:58 | 2–0            |                                      |                                    | Játékvezetők: Stefan Fonselius Brett Iverson Vonalbírók: Rene Jensen Judson Ritter |
| | 2–1            | 36:11 – Reimer (Ehrhoff, Kahun) (PP) |                                    |                                                                                    |
| | 2–2            | 36:38 – Ehliz (Seidenberg, Müller)   |                                    |                                                                                    |

| 2017. május 11. 16:15 | Oroszország | 3–0 (0–0, 3–0, 0–0) | Dánia | Lanxess Arena, Köln Nézőszám: 6932 |

| Jegyzőkönyv | Jegyzőkönyv        | Jegyzőkönyv | Jegyzőkönyv    | Jegyzőkönyv                                                                              |
| --- | ------------------ | ----------- | -------------- | ---------------------------------------------------------------------------------------- |
| | Andrei Vasilevskiy | Kapusok     | Georg Sørensen | Játékvezetők: Stephen Reneau Tobias Wehrli Vonalbírók: Lukas Kohlmüller Miroslav Lhotský |
| \| Kiselevich (Panarin, Kucherov) – 35:36 \| 1–0 \| \| \| Plotnikov (Andronov, Telegin) – 35:54 \| 2–0 \| \| \| Gusev (Kucherov, Dadonov) – 36:46 \| 3–0 \| \| |                    |             |                | Játékvezetők: Stephen Reneau Tobias Wehrli Vonalbírók: Lukas Kohlmüller Miroslav Lhotský |
| 2 perc | Büntetések         | 4 perc      |                | Játékvezetők: Stephen Reneau Tobias Wehrli Vonalbírók: Lukas Kohlmüller Miroslav Lhotský |
| 33 | Lövések            | 21          |                | Játékvezetők: Stephen Reneau Tobias Wehrli Vonalbírók: Lukas Kohlmüller Miroslav Lhotský |
| Kiselevich (Panarin, Kucherov) – 35:36 | 1–0                |             |                | Játékvezetők: Stephen Reneau Tobias Wehrli Vonalbírók: Lukas Kohlmüller Miroslav Lhotský |
| Plotnikov (Andronov, Telegin) – 35:54 | 2–0                |             |                | Játékvezetők: Stephen Reneau Tobias Wehrli Vonalbírók: Lukas Kohlmüller Miroslav Lhotský |
| Gusev (Kucherov, Dadonov) – 36:46 | 3–0                |             |                | Játékvezetők: Stephen Reneau Tobias Wehrli Vonalbírók: Lukas Kohlmüller Miroslav Lhotský |

| 2017. május 11. 20:15 | Svédország | 2–0 (1–0, 0–0, 1–0) | Lettország | Lanxess Arena, Köln Nézőszám: 8276 |

| Jegyzőkönyv                                                                                | Jegyzőkönyv | Jegyzőkönyv | Jegyzőkönyv      | Jegyzőkönyv                                                                           |
| ------------------------------------------------------------------------------------------ | ----------- | ----------- | ---------------- | ------------------------------------------------------------------------------------- |
|                                                                                            | Eddie Läck  | Kapusok     | Elvis Merzļikins | Játékvezetők: Mark Lemelin Daniel Piechaczek Vonalbírók: Peter Šefčík Sakari Suominen |
| \| Landeskog (Rask, Lindholm) – 09:13 \| 1–0 \| \| \| Lindholm (Rask) – 56:42 \| 2–0 \| \| |             |             |                  | Játékvezetők: Mark Lemelin Daniel Piechaczek Vonalbírók: Peter Šefčík Sakari Suominen |
| 16 perc                                                                                    | Büntetések  | 6 perc      |                  | Játékvezetők: Mark Lemelin Daniel Piechaczek Vonalbírók: Peter Šefčík Sakari Suominen |
| 30                                                                                         | Lövések     | 19          |                  | Játékvezetők: Mark Lemelin Daniel Piechaczek Vonalbírók: Peter Šefčík Sakari Suominen |
| Landeskog (Rask, Lindholm) – 09:13                                                         | 1–0         |             |                  | Játékvezetők: Mark Lemelin Daniel Piechaczek Vonalbírók: Peter Šefčík Sakari Suominen |
| Lindholm (Rask) – 56:42                                                                    | 2–0         |             |                  | Játékvezetők: Mark Lemelin Daniel Piechaczek Vonalbírók: Peter Šefčík Sakari Suominen |

| 2017. május 12. 16:15 | Svédország | 8–1 (2–0, 1–1, 5–0) | Olaszország | Lanxess Arena, Köln Nézőszám: 10 878 |

| Jegyzőkönyv | Jegyzőkönyv  | Jegyzőkönyv                            | Jegyzőkönyv       | Jegyzőkönyv                                                                          |
| --- | ------------ | -------------------------------------- | ----------------- | ------------------------------------------------------------------------------------ |
| | Viktor Fasth | Kapusok                                | Frédéric Cloutier | Játékvezetők: Stefan Fonselius Brett Iverson Vonalbírók: Rene Jensen Sakari Suominen |
| \| Rask (Lindholm) – 03:24 \| 1–0 \| \| \| Holm (Nylander, Brodin) – 08:34 \| 2–0 \| \| \| \| 2–1 \| 23:50 – Morini (Scandella, Insam) (PP) \| \| Brodin (Holm) – 29:52 \| 3–1 \| \| \| Lindholm (Landeskog, Strålman) – 40:41 \| 4–1 \| \| \| Omark (Söderberg, Edler) – 50:09 \| 5–1 \| \| \| C. Klingberg (Nordström) – 54:53 \| 6–1 \| \| \| Eriksson Ek (Nylander) – 56:51 \| 7–1 \| \| \| J. Klingberg (Holm, Nylander) – 58:25 \| 8–1 \| \| |              |                                        |                   | Játékvezetők: Stefan Fonselius Brett Iverson Vonalbírók: Rene Jensen Sakari Suominen |
| 4 perc | Büntetések   | 4 perc                                 |                   | Játékvezetők: Stefan Fonselius Brett Iverson Vonalbírók: Rene Jensen Sakari Suominen |
| 45 | Lövések      | 15                                     |                   | Játékvezetők: Stefan Fonselius Brett Iverson Vonalbírók: Rene Jensen Sakari Suominen |
| Rask (Lindholm) – 03:24 | 1–0          |                                        |                   | Játékvezetők: Stefan Fonselius Brett Iverson Vonalbírók: Rene Jensen Sakari Suominen |
| Holm (Nylander, Brodin) – 08:34 | 2–0          |                                        |                   | Játékvezetők: Stefan Fonselius Brett Iverson Vonalbírók: Rene Jensen Sakari Suominen |
| | 2–1          | 23:50 – Morini (Scandella, Insam) (PP) |                   | Játékvezetők: Stefan Fonselius Brett Iverson Vonalbírók: Rene Jensen Sakari Suominen |
| Brodin (Holm) – 29:52 | 3–1          |                                        |                   |                                                                                      |
| Lindholm (Landeskog, Strålman) – 40:41 | 4–1          |                                        |                   |                                                                                      |
| Omark (Söderberg, Edler) – 50:09 | 5–1          |                                        |                   |                                                                                      |
| C. Klingberg (Nordström) – 54:53 | 6–1          |                                        |                   |                                                                                      |
| Eriksson Ek (Nylander) – 56:51 | 7–1          |                                        |                   |                                                                                      |
| J. Klingberg (Holm, Nylander) – 58:25 | 8–1          |                                        |                   |                                                                                      |

| 2017. május 12. 20:15 | Dánia | 3–2 (h.u.) (2–2, 0–0, 0–0) (h.u.: 1–0) | Németország | Lanxess Arena, Köln Nézőszám: 18 629 |

| Jegyzőkönyv | Jegyzőkönyv    | Jegyzőkönyv                           | Jegyzőkönyv          | Jegyzőkönyv                                                                     |
| --- | -------------- | ------------------------------------- | -------------------- | ------------------------------------------------------------------------------- |
| | Sebastian Dahm | Kapusok                               | Danny aus den Birken | Játékvezetők: Jan Hribik Marcus Linde Vonalbírók: Gleb Lazarev Miroslav Lhotský |
| \| \| 0–1 \| 08:26 – Reimer (Ehliz, D. Seidenberg) \| \| \| 0–2 \| 09:43 – Macek (Y. Seidenberg, Kahun) \| \| Storm (Kristensen, Jakobsen) – 16:09 \| 1–2 \| \| \| Poulsen (Christensen) – 16:34 \| 2–2 \| \| \| Regin (Ehlers, Dahm) – 61:40 \| 3–2 \| \| |                |                                       |                      | Játékvezetők: Jan Hribik Marcus Linde Vonalbírók: Gleb Lazarev Miroslav Lhotský |
| 10 perc | Büntetések     | 12 perc                               |                      | Játékvezetők: Jan Hribik Marcus Linde Vonalbírók: Gleb Lazarev Miroslav Lhotský |
| 29 | Lövések        | 29                                    |                      | Játékvezetők: Jan Hribik Marcus Linde Vonalbírók: Gleb Lazarev Miroslav Lhotský |
| | 0–1            | 08:26 – Reimer (Ehliz, D. Seidenberg) |                      | Játékvezetők: Jan Hribik Marcus Linde Vonalbírók: Gleb Lazarev Miroslav Lhotský |
| | 0–2            | 09:43 – Macek (Y. Seidenberg, Kahun)  |                      | Játékvezetők: Jan Hribik Marcus Linde Vonalbírók: Gleb Lazarev Miroslav Lhotský |
| Storm (Kristensen, Jakobsen) – 16:09 | 1–2            |                                       |                      | Játékvezetők: Jan Hribik Marcus Linde Vonalbírók: Gleb Lazarev Miroslav Lhotský |
| Poulsen (Christensen) – 16:34 | 2–2            |                                       |                      |                                                                                 |
| Regin (Ehlers, Dahm) – 61:40 | 3–2            |                                       |                      |                                                                                 |

| 2017. május 13. 12:15 | Lettország | 3–5 (1–0, 2–3, 0–2) | Egyesült Államok | Lanxess Arena, Köln Nézőszám: 17 936 |

| Jegyzőkönyv | Jegyzőkönyv      | Jegyzőkönyv                         | Jegyzőkönyv       | Jegyzőkönyv                                                                       |
| --- | ---------------- | ----------------------------------- | ----------------- | --------------------------------------------------------------------------------- |
| | Elvis Merzļikins | Kapusok                             | Connor Hellebuyck | Játékvezetők: Stefan Fonselius Brett Iverson Vonalbírók: Rene Jensen Gleb Lazarev |
| \| Bļugers (Bičevskis) – 11:23 \| 1–0 \| \| \| Daugaviņš (Džeriņš, Ro. Bukarts) – 20:07 \| 2–0 \| \| \| \| 2–1 \| 29:00 – Compher (Lee) \| \| Cibuļskis (Indrašis) (PP) – 31:37 \| 3–1 \| \| \| \| 3–2 \| 33:44 – Bjugstad (Schmaltz, Keller) \| \| \| 3–3 \| 38:37 – Gaudreau (Trouba, Bjugstad) \| \| \| 3–4 \| 56:38 – Copp (Hellebuyck) \| \| \| 3–5 \| 58:58 – Larkin (ENG) \| |                  |                                     |                   | Játékvezetők: Stefan Fonselius Brett Iverson Vonalbírók: Rene Jensen Gleb Lazarev |
| 6 perc | Büntetések       | 8 perc                              |                   | Játékvezetők: Stefan Fonselius Brett Iverson Vonalbírók: Rene Jensen Gleb Lazarev |
| 23 | Lövések          | 33                                  |                   | Játékvezetők: Stefan Fonselius Brett Iverson Vonalbírók: Rene Jensen Gleb Lazarev |
| Bļugers (Bičevskis) – 11:23 | 1–0              |                                     |                   | Játékvezetők: Stefan Fonselius Brett Iverson Vonalbírók: Rene Jensen Gleb Lazarev |
| Daugaviņš (Džeriņš, Ro. Bukarts) – 20:07 | 2–0              |                                     |                   | Játékvezetők: Stefan Fonselius Brett Iverson Vonalbírók: Rene Jensen Gleb Lazarev |
| | 2–1              | 29:00 – Compher (Lee)               |                   | Játékvezetők: Stefan Fonselius Brett Iverson Vonalbírók: Rene Jensen Gleb Lazarev |
| Cibuļskis (Indrašis) (PP) – 31:37 | 3–1              |                                     |                   |                                                                                   |
| | 3–2              | 33:44 – Bjugstad (Schmaltz, Keller) |                   |                                                                                   |
| | 3–3              | 38:37 – Gaudreau (Trouba, Bjugstad) |                   |                                                                                   |
| | 3–4              | 56:38 – Copp (Hellebuyck)           |                   |                                                                                   |
| | 3–5              | 58:58 – Larkin (ENG)                |                   |                                                                                   |

| 2017. május 13. 16:15 | Oroszország | 6–0 (3–0, 2–0, 1–0) | Szlovákia | Lanxess Arena, Köln Nézőszám: 18 591 |

| Jegyzőkönyv | Jegyzőkönyv        | Jegyzőkönyv | Jegyzőkönyv    | Jegyzőkönyv                                                                             |
| --- | ------------------ | ----------- | -------------- | --------------------------------------------------------------------------------------- |
| | Andrei Vasilevskiy | Kapusok     | Július Hudáček | Játékvezetők: Mark Lemelin Daniel Piechaczek Vonalbírók: Lukas Kohlmüller Judson Ritter |
| \| Dadonov (Gusev, Shipachyov) – 01:12 \| 1–0 \| \| \| Dadonov (Gusev, Shipachyov) (PP) – 13:32 \| 2–0 \| \| \| Mironov – 19:19 \| 3–0 \| \| \| Kucherov (Tkachyov, Kiselevich) – 22:53 \| 4–0 \| \| \| Telegin (Zub, Plotnikov) – 32:50 \| 5–0 \| \| \| Gavrikov (Shipachyov, Dadonov) – 55:47 \| 6–0 \| \| |                    |             |                | Játékvezetők: Mark Lemelin Daniel Piechaczek Vonalbírók: Lukas Kohlmüller Judson Ritter |
| 6 perc | Büntetések         | 8 perc      |                | Játékvezetők: Mark Lemelin Daniel Piechaczek Vonalbírók: Lukas Kohlmüller Judson Ritter |
| 39 | Lövések            | 22          |                | Játékvezetők: Mark Lemelin Daniel Piechaczek Vonalbírók: Lukas Kohlmüller Judson Ritter |
| Dadonov (Gusev, Shipachyov) – 01:12 | 1–0                |             |                | Játékvezetők: Mark Lemelin Daniel Piechaczek Vonalbírók: Lukas Kohlmüller Judson Ritter |
| Dadonov (Gusev, Shipachyov) (PP) – 13:32 | 2–0                |             |                | Játékvezetők: Mark Lemelin Daniel Piechaczek Vonalbírók: Lukas Kohlmüller Judson Ritter |
| Mironov – 19:19 | 3–0                |             |                | Játékvezetők: Mark Lemelin Daniel Piechaczek Vonalbírók: Lukas Kohlmüller Judson Ritter |
| Kucherov (Tkachyov, Kiselevich) – 22:53 | 4–0                |             |                |                                                                                         |
| Telegin (Zub, Plotnikov) – 32:50 | 5–0                |             |                |                                                                                         |
| Gavrikov (Shipachyov, Dadonov) – 55:47 | 6–0                |             |                |                                                                                         |

| 2017. május 13. 20:15 | Olaszország | 1–4 (1–2, 0–2, 0–0) | Németország | Lanxess Arena, Köln Nézőszám: 18 712 |

| Jegyzőkönyv | Jegyzőkönyv     | Jegyzőkönyv                                 | Jegyzőkönyv          | Jegyzőkönyv                                                                           |
| --- | --------------- | ------------------------------------------- | -------------------- | ------------------------------------------------------------------------------------- |
| | Andreas Bernard | Kapusok                                     | Danny aus den Birken | Játékvezetők: Stephen Reneau Tobias Wehrli Vonalbírók: Andreas Malmqvist Peter Šefčík |
| \| \| 0–1 \| 03:34 – Ehrhoff (Draisaitl) \| \| M. Marchetti (S. Kostner, S. Marchetti) – 04:21 \| 1–1 \| \| \| \| 1–2 \| 18:16 – Plachta (D. Seidenberg, Kahun) (PP) \| \| \| 1–3 \| 22:46 – Y. Seidenberg (Hördler) \| \| \| 1–4 \| 26:00 – Kahun (Y. Seidenberg) \| |                 |                                             |                      | Játékvezetők: Stephen Reneau Tobias Wehrli Vonalbírók: Andreas Malmqvist Peter Šefčík |
| 4 perc | Büntetések      | 8 perc                                      |                      | Játékvezetők: Stephen Reneau Tobias Wehrli Vonalbírók: Andreas Malmqvist Peter Šefčík |
| 18 | Lövések         | 37                                          |                      | Játékvezetők: Stephen Reneau Tobias Wehrli Vonalbírók: Andreas Malmqvist Peter Šefčík |
| | 0–1             | 03:34 – Ehrhoff (Draisaitl)                 |                      | Játékvezetők: Stephen Reneau Tobias Wehrli Vonalbírók: Andreas Malmqvist Peter Šefčík |
| M. Marchetti (S. Kostner, S. Marchetti) – 04:21 | 1–1             |                                             |                      | Játékvezetők: Stephen Reneau Tobias Wehrli Vonalbírók: Andreas Malmqvist Peter Šefčík |
| | 1–2             | 18:16 – Plachta (D. Seidenberg, Kahun) (PP) |                      | Játékvezetők: Stephen Reneau Tobias Wehrli Vonalbírók: Andreas Malmqvist Peter Šefčík |
| | 1–3             | 22:46 – Y. Seidenberg (Hördler)             |                      |                                                                                       |
| | 1–4             | 26:00 – Kahun (Y. Seidenberg)               |                      |                                                                                       |

| 2017. május 14. 16:15 | Szlovákia | 1–6 (0–1, 1–3, 0–2) | Egyesült Államok | Lanxess Arena, Köln Nézőszám: 13 267 |

| Jegyzőkönyv | Jegyzőkönyv    | Jegyzőkönyv                        | Jegyzőkönyv  | Jegyzőkönyv                                                                          |
| --- | -------------- | ---------------------------------- | ------------ | ------------------------------------------------------------------------------------ |
| | Július Hudáček | Kapusok                            | Jimmy Howard | Játékvezetők: Jan Hribik Tobias Wehrli Vonalbírók: Andreas Malmqvist Sakari Suominen |
| \| \| 0–1 \| 08:12 – Keller (Lee, Skjei) \| \| \| 0–2 \| 25:57 – Gaudreau (Hayes) \| \| Gernát (L. Hudáček, Dravecký) – 30:40 \| 1–2 \| \| \| \| 1–3 \| 36:04 – Dvorak (Gaudreau) \| \| \| 1–4 \| 38:01 – Trouba \| \| \| 1–5 \| 42:16 – Gaudreau (Hayes) \| \| \| 1–6 \| 47:23 – Lee (Eichel, Hanifin) (PP) \| |                |                                    |              | Játékvezetők: Jan Hribik Tobias Wehrli Vonalbírók: Andreas Malmqvist Sakari Suominen |
| 10 perc | Büntetések     | 8 perc                             |              | Játékvezetők: Jan Hribik Tobias Wehrli Vonalbírók: Andreas Malmqvist Sakari Suominen |
| 20 | Lövések        | 28                                 |              | Játékvezetők: Jan Hribik Tobias Wehrli Vonalbírók: Andreas Malmqvist Sakari Suominen |
| | 0–1            | 08:12 – Keller (Lee, Skjei)        |              | Játékvezetők: Jan Hribik Tobias Wehrli Vonalbírók: Andreas Malmqvist Sakari Suominen |
| | 0–2            | 25:57 – Gaudreau (Hayes)           |              | Játékvezetők: Jan Hribik Tobias Wehrli Vonalbírók: Andreas Malmqvist Sakari Suominen |
| Gernát (L. Hudáček, Dravecký) – 30:40 | 1–2            |                                    |              | Játékvezetők: Jan Hribik Tobias Wehrli Vonalbírók: Andreas Malmqvist Sakari Suominen |
| | 1–3            | 36:04 – Dvorak (Gaudreau)          |              |                                                                                      |
| | 1–4            | 38:01 – Trouba                     |              |                                                                                      |
| | 1–5            | 42:16 – Gaudreau (Hayes)           |              |                                                                                      |
| | 1–6            | 47:23 – Lee (Eichel, Hanifin) (PP) |              |                                                                                      |

| 2017. május 14. 20:15 | Dánia | 2–4 (0–1, 0–2, 2–1) | Svédország | Lanxess Arena, Köln Nézőszám: 10 314 |

| Jegyzőkönyv | Jegyzőkönyv    | Jegyzőkönyv                                     | Jegyzőkönyv      | Jegyzőkönyv                                                                              |
| --- | -------------- | ----------------------------------------------- | ---------------- | ---------------------------------------------------------------------------------------- |
| | Georg Sørensen | Kapusok                                         | Henrik Lundqvist | Játékvezetők: Daniel Piechaczek Stephen Reneau Vonalbírók: Lukas Kohlmüller Peter Šefčík |
| \| \| 0–1 \| 02:19 – J. Lundqvist (Krüger, Eriksson Ek) \| \| \| 0–2 \| 35:20 – Nylander (J. Klingberg, Lindberg) \| \| \| 0–3 \| 39:06 – Nylander (Bäckström) \| \| Madsen (Ehlers) – 49:11 \| 1–3 \| \| \| Lauridsen (Ehlers, Regin) – 55:17 \| 2–3 \| \| \| \| 2–4 \| 57:31 – Bäckström (J. Klingberg, Nylander) (PP) \| |                |                                                 |                  | Játékvezetők: Daniel Piechaczek Stephen Reneau Vonalbírók: Lukas Kohlmüller Peter Šefčík |
| 4 perc | Büntetések     | 12 perc                                         |                  | Játékvezetők: Daniel Piechaczek Stephen Reneau Vonalbírók: Lukas Kohlmüller Peter Šefčík |
| 21 | Lövések        | 33                                              |                  | Játékvezetők: Daniel Piechaczek Stephen Reneau Vonalbírók: Lukas Kohlmüller Peter Šefčík |
| | 0–1            | 02:19 – J. Lundqvist (Krüger, Eriksson Ek)      |                  | Játékvezetők: Daniel Piechaczek Stephen Reneau Vonalbírók: Lukas Kohlmüller Peter Šefčík |
| | 0–2            | 35:20 – Nylander (J. Klingberg, Lindberg)       |                  | Játékvezetők: Daniel Piechaczek Stephen Reneau Vonalbírók: Lukas Kohlmüller Peter Šefčík |
| | 0–3            | 39:06 – Nylander (Bäckström)                    |                  | Játékvezetők: Daniel Piechaczek Stephen Reneau Vonalbírók: Lukas Kohlmüller Peter Šefčík |
| Madsen (Ehlers) – 49:11 | 1–3            |                                                 |                  |                                                                                          |
| Lauridsen (Ehlers, Regin) – 55:17 | 2–3            |                                                 |                  |                                                                                          |
| | 2–4            | 57:31 – Bäckström (J. Klingberg, Nylander) (PP) |                  |                                                                                          |

| 2017. május 15. 16:15 | Dánia | 2–0 (0–0, 0–0, 2–0) | Olaszország | Lanxess Arena, Köln Nézőszám: 5 653 |

| Jegyzőkönyv                                                                              | Jegyzőkönyv    | Jegyzőkönyv | Jegyzőkönyv     | Jegyzőkönyv                                                                            |
| ---------------------------------------------------------------------------------------- | -------------- | ----------- | --------------- | -------------------------------------------------------------------------------------- |
|                                                                                          | Sebastian Dahm | Kapusok     | Andreas Bernard | Játékvezetők: Stefan Fonselius Eduards Odiņš Vonalbírók: Judson Ritter Sakari Suominen |
| \| Hardt (Storm, Jakobsen) (PP) – 57:36 \| 1–0 \| \| \| Regin (ENG) – 58:47 \| 2–0 \| \| |                |             |                 | Játékvezetők: Stefan Fonselius Eduards Odiņš Vonalbírók: Judson Ritter Sakari Suominen |
| 2 perc                                                                                   | Büntetések     | 4 perc      |                 | Játékvezetők: Stefan Fonselius Eduards Odiņš Vonalbírók: Judson Ritter Sakari Suominen |
| 38                                                                                       | Lövések        | 16          |                 | Játékvezetők: Stefan Fonselius Eduards Odiņš Vonalbírók: Judson Ritter Sakari Suominen |
| Hardt (Storm, Jakobsen) (PP) – 57:36                                                     | 1–0            |             |                 | Játékvezetők: Stefan Fonselius Eduards Odiņš Vonalbírók: Judson Ritter Sakari Suominen |
| Regin (ENG) – 58:47                                                                      | 2–0            |             |                 | Játékvezetők: Stefan Fonselius Eduards Odiņš Vonalbírók: Judson Ritter Sakari Suominen |

| 2017. május 15. 20:15 | Oroszország | 5–0 (2–0, 2–0, 1–0) | Lettország | Lanxess Arena, Köln Nézőszám: 16 439 |

| Jegyzőkönyv | Jegyzőkönyv  | Jegyzőkönyv | Jegyzőkönyv     | Jegyzőkönyv                                                                       |
| --- | ------------ | ----------- | --------------- | --------------------------------------------------------------------------------- |
| | Ilya Sorokin | Kapusok     | Ivars Punnenovs | Játékvezetők: Jan Hribik Antonín Jeřábek Vonalbírók: Rene Jensen Miroslav Lhotský |
| \| Kiselevich (Panarin, Kucherov) – 12:10 \| 1–0 \| \| \| Telegin (Plotnikov) – 18:41 \| 2–0 \| \| \| Namestnikov (Panarin, Kucherov) (PP) – 20:57 \| 3–0 \| \| \| Kucherov (Panarin, Belov) – 39:00 \| 4–0 \| \| \| Belov (Gusev, Shipachyov) (PP) – 53:17 \| 5–0 \| \| |              |             |                 | Játékvezetők: Jan Hribik Antonín Jeřábek Vonalbírók: Rene Jensen Miroslav Lhotský |
| 8 perc | Büntetések   | 8 perc      |                 | Játékvezetők: Jan Hribik Antonín Jeřábek Vonalbírók: Rene Jensen Miroslav Lhotský |
| 36 | Lövések      | 24          |                 | Játékvezetők: Jan Hribik Antonín Jeřábek Vonalbírók: Rene Jensen Miroslav Lhotský |
| Kiselevich (Panarin, Kucherov) – 12:10 | 1–0          |             |                 | Játékvezetők: Jan Hribik Antonín Jeřábek Vonalbírók: Rene Jensen Miroslav Lhotský |
| Telegin (Plotnikov) – 18:41 | 2–0          |             |                 | Játékvezetők: Jan Hribik Antonín Jeřábek Vonalbírók: Rene Jensen Miroslav Lhotský |
| Namestnikov (Panarin, Kucherov) (PP) – 20:57 | 3–0          |             |                 | Játékvezetők: Jan Hribik Antonín Jeřábek Vonalbírók: Rene Jensen Miroslav Lhotský |
| Kucherov (Panarin, Belov) – 39:00 | 4–0          |             |                 |                                                                                   |
| Belov (Gusev, Shipachyov) (PP) – 53:17 | 5–0          |             |                 |                                                                                   |

| 2017. május 16. 12:15 | Svédország | 4–2 (2–0, 1–1, 1–1) | Szlovákia | Lanxess Arena, Köln Nézőszám: 10 259 |

| Jegyzőkönyv | Jegyzőkönyv      | Jegyzőkönyv                       | Jegyzőkönyv                   | Jegyzőkönyv                                                                           |
| --- | ---------------- | --------------------------------- | ----------------------------- | ------------------------------------------------------------------------------------- |
| | Henrik Lundqvist | Kapusok                           | Július Hudáček Jaroslav Janus | Játékvezetők: Antonín Jeřábek Eduards Odiņš Vonalbírók: Lukas Kohlmüller Gleb Lazarev |
| \| Nylander (Bäckström, Klingberg) – 04:02 \| 1–0 \| \| \| Ekman-Larsson (Everberg, Karlsson) – 08:14 \| 2–0 \| \| \| \| 2–1 \| 24:08 – Matoušek (Skalický, Zigo) \| \| Everberg (Karlsson) – 25:45 \| 3–1 \| \| \| \| 3–2 \| 41:34 – Kudrna (Cingeľ) \| \| Karlsson (Edler) (ENG) – 59:28 \| 4–2 \| \| |                  |                                   |                               | Játékvezetők: Antonín Jeřábek Eduards Odiņš Vonalbírók: Lukas Kohlmüller Gleb Lazarev |
| 8 perc | Büntetések       | 4 perc                            |                               | Játékvezetők: Antonín Jeřábek Eduards Odiņš Vonalbírók: Lukas Kohlmüller Gleb Lazarev |
| 38 | Lövések          | 15                                |                               | Játékvezetők: Antonín Jeřábek Eduards Odiņš Vonalbírók: Lukas Kohlmüller Gleb Lazarev |
| Nylander (Bäckström, Klingberg) – 04:02 | 1–0              |                                   |                               | Játékvezetők: Antonín Jeřábek Eduards Odiņš Vonalbírók: Lukas Kohlmüller Gleb Lazarev |
| Ekman-Larsson (Everberg, Karlsson) – 08:14 | 2–0              |                                   |                               | Játékvezetők: Antonín Jeřábek Eduards Odiņš Vonalbírók: Lukas Kohlmüller Gleb Lazarev |
| | 2–1              | 24:08 – Matoušek (Skalický, Zigo) |                               | Játékvezetők: Antonín Jeřábek Eduards Odiņš Vonalbírók: Lukas Kohlmüller Gleb Lazarev |
| Everberg (Karlsson) – 25:45 | 3–1              |                                   |                               |                                                                                       |
| | 3–2              | 41:34 – Kudrna (Cingeľ)           |                               |                                                                                       |
| Karlsson (Edler) (ENG) – 59:28 | 4–2              |                                   |                               |                                                                                       |

| 2017. május 16. 16:15 | Oroszország | 3–5 (1–0, 2–3, 0–2) | Egyesült Államok | Lanxess Arena, Köln Nézőszám: 18 756 |

| Jegyzőkönyv | Jegyzőkönyv        | Jegyzőkönyv                         | Jegyzőkönyv  | Jegyzőkönyv                                                                                |
| --- | ------------------ | ----------------------------------- | ------------ | ------------------------------------------------------------------------------------------ |
| | Andrei Vasilevskiy | Kapusok                             | Jimmy Howard | Játékvezetők: Anssi Salonen Daniel Stricker Vonalbírók: Miroslav Lhotský Andreas Malmqvist |
| \| Gusev (Kiselevich) – 12:29 \| 1–0 \| \| \| \| 1–1 \| 21:00 – Hayes (Nelson, Keller) (PP) \| \| Belov (Plotnikov, Andronov) – 27:33 \| 2–1 \| \| \| \| 2–2 \| 32:18 – Larkin (Nelson) \| \| Gusev (Shipachyov, Dadonov) – 36:15 \| 3–2 \| \| \| \| 3–3 \| 37:43 – Hayes (Gaudreau, Bjugstad) \| \| \| 3–4 \| 52:57 – Lee (Gaudreau, Eichel) (PP) \| \| \| 3–5 \| 59:38 – Nelson (Larkin) (ENG) \| |                    |                                     |              | Játékvezetők: Anssi Salonen Daniel Stricker Vonalbírók: Miroslav Lhotský Andreas Malmqvist |
| 16 perc | Büntetések         | 8 perc                              |              | Játékvezetők: Anssi Salonen Daniel Stricker Vonalbírók: Miroslav Lhotský Andreas Malmqvist |
| 19 | Lövések            | 35                                  |              | Játékvezetők: Anssi Salonen Daniel Stricker Vonalbírók: Miroslav Lhotský Andreas Malmqvist |
| Gusev (Kiselevich) – 12:29 | 1–0                |                                     |              | Játékvezetők: Anssi Salonen Daniel Stricker Vonalbírók: Miroslav Lhotský Andreas Malmqvist |
| | 1–1                | 21:00 – Hayes (Nelson, Keller) (PP) |              | Játékvezetők: Anssi Salonen Daniel Stricker Vonalbírók: Miroslav Lhotský Andreas Malmqvist |
| Belov (Plotnikov, Andronov) – 27:33 | 2–1                |                                     |              | Játékvezetők: Anssi Salonen Daniel Stricker Vonalbírók: Miroslav Lhotský Andreas Malmqvist |
| | 2–2                | 32:18 – Larkin (Nelson)             |              |                                                                                            |
| Gusev (Shipachyov, Dadonov) – 36:15 | 3–2                |                                     |              |                                                                                            |
| | 3–3                | 37:43 – Hayes (Gaudreau, Bjugstad)  |              |                                                                                            |
| | 3–4                | 52:57 – Lee (Gaudreau, Eichel) (PP) |              |                                                                                            |
| | 3–5                | 59:38 – Nelson (Larkin) (ENG)       |              |                                                                                            |

| 2017. május 16. 20:15 | Németország | 4–3 (sz.) (0–0, 2–1, 1–2) (h.u.: 0–0) (sz.: 1–0) | Lettország | Lanxess Arena, Köln Nézőszám: 18 797 |

| Jegyzőkönyv | Jegyzőkönyv      | Jegyzőkönyv                               | Jegyzőkönyv      | Jegyzőkönyv                                                                    |
| --- | ---------------- | ----------------------------------------- | ---------------- | ------------------------------------------------------------------------------ |
| | Philipp Grubauer | Kapusok                                   | Elvis Merzļikins | Játékvezetők: Oliver Gouin Linus Öhlund Vonalbírók: Judson Ritter Peter Šefčík |
| \| Wolf (Ehrhoff, Reimer) (PP) – 31:02 \| 1–0 \| \| \| Seidenberg (Kink, Müller) – 31:29 \| 2–0 \| \| \| \| 2–1 \| 38:42 – Skvorcovs (Sotnieks) \| \| \| 2–2 \| 48:22 – Sprukts (Indrašis, Sotnieks) \| \| \| 2–3 \| 56:08 – Džeriņš (Balinskis, Bukarts) (PP) \| \| Schütz (Draisaitl) (PP, EA) – 59:27 \| 3–3 \| \| |                  |                                           |                  | Játékvezetők: Oliver Gouin Linus Öhlund Vonalbírók: Judson Ritter Peter Šefčík |
| Kahun Draisaitl Tiffels | Szétlövés        | Indrašis Daugaviņš Bukarts                |                  | Játékvezetők: Oliver Gouin Linus Öhlund Vonalbírók: Judson Ritter Peter Šefčík |
| 6 perc | Büntetések       | 8 perc                                    |                  | Játékvezetők: Oliver Gouin Linus Öhlund Vonalbírók: Judson Ritter Peter Šefčík |
| 41 | Lövések          | 30                                        |                  | Játékvezetők: Oliver Gouin Linus Öhlund Vonalbírók: Judson Ritter Peter Šefčík |
| Wolf (Ehrhoff, Reimer) (PP) – 31:02 | 1–0              |                                           |                  | Játékvezetők: Oliver Gouin Linus Öhlund Vonalbírók: Judson Ritter Peter Šefčík |
| Seidenberg (Kink, Müller) – 31:29 | 2–0              |                                           |                  | Játékvezetők: Oliver Gouin Linus Öhlund Vonalbírók: Judson Ritter Peter Šefčík |
| | 2–1              | 38:42 – Skvorcovs (Sotnieks)              |                  |                                                                                |
| | 2–2              | 48:22 – Sprukts (Indrašis, Sotnieks)      |                  |                                                                                |
| | 2–3              | 56:08 – Džeriņš (Balinskis, Bukarts) (PP) |                  |                                                                                |
| Schütz (Draisaitl) (PP, EA) – 59:27 | 3–3              |                                           |                  |                                                                                |

### B csoport
| Hely. | Csapat            | M | Gy | HGy | HV | V | G+ | G– | Gk  | P  | Továbbjutás vagy kiesés                    |
| ----- | ----------------- | - | -- | --- | -- | - | -- | -- | --- | -- | ------------------------------------------ |
| 1.    | Kanada            | 7 | 6  | 0   | 1  | 0 | 32 | 10 | +22 | 19 | Továbbjutott az egyenes kieséses szakaszba |
| 2.    | Svájc             | 7 | 3  | 2   | 2  | 0 | 22 | 14 | +8  | 15 | Továbbjutott az egyenes kieséses szakaszba |
| 3.    | Csehország        | 7 | 3  | 2   | 0  | 2 | 23 | 14 | +9  | 13 | Továbbjutott az egyenes kieséses szakaszba |
| 4.    | Finnország        | 7 | 2  | 2   | 1  | 2 | 20 | 22 | −2  | 11 | Továbbjutott az egyenes kieséses szakaszba |
| 5.    | Franciaország (R) | 7 | 2  | 2   | 0  | 3 | 23 | 19 | +4  | 10 |                                            |
| 6.    | Norvégia          | 7 | 2  | 0   | 2  | 3 | 13 | 19 | −6  | 8  |                                            |
| 7.    | Fehéroroszország  | 7 | 2  | 0   | 1  | 4 | 15 | 27 | −12 | 7  |                                            |
| 8.    | Szlovénia         | 7 | 0  | 0   | 1  | 6 | 13 | 36 | −23 | 1  | Kiesett a divízió I A-ba                   |

| 2017. május 5. 16:15 | Finnország | 3–2 (2–0, 0–1, 1–1) | Fehéroroszország | AccorHotels Arena, Párizs Nézőszám: 5078 |

| Jegyzőkönyv | Jegyzőkönyv      | Jegyzőkönyv                                 | Jegyzőkönyv   | Jegyzőkönyv                                                                          |
| --- | ---------------- | ------------------------------------------- | ------------- | ------------------------------------------------------------------------------------ |
| | Joonas Korpisalo | Kapusok                                     | Kevin Lalande | Játékvezetők: Jan Hribik Daniel Piechaczek Vonalbírók: Rene Jensen Andreas Malmqvist |
| \| Aho (Filppula) – 2:43 \| 1–0 \| \| \| Osala – 5:09 \| 2–0 \| \| \| \| 2–1 \| Sarangovics (Sztefanovics) – 38:08 \| \| \| 2–2 \| Kovirsin (Hrabarenka, A. Koszticin) – 44:32 \| \| Savinainen (Rantanen, Aho) (PP) – 49:15 \| 3–2 \| \| |                  |                                             |               | Játékvezetők: Jan Hribik Daniel Piechaczek Vonalbírók: Rene Jensen Andreas Malmqvist |
| 4 perc | Büntetések       | 6 perc                                      |               | Játékvezetők: Jan Hribik Daniel Piechaczek Vonalbírók: Rene Jensen Andreas Malmqvist |
| 24 | Lövések          | 24                                          |               | Játékvezetők: Jan Hribik Daniel Piechaczek Vonalbírók: Rene Jensen Andreas Malmqvist |
| Aho (Filppula) – 2:43 | 1–0              |                                             |               | Játékvezetők: Jan Hribik Daniel Piechaczek Vonalbírók: Rene Jensen Andreas Malmqvist |
| Osala – 5:09 | 2–0              |                                             |               | Játékvezetők: Jan Hribik Daniel Piechaczek Vonalbírók: Rene Jensen Andreas Malmqvist |
| | 2–1              | Sarangovics (Sztefanovics) – 38:08          |               | Játékvezetők: Jan Hribik Daniel Piechaczek Vonalbírók: Rene Jensen Andreas Malmqvist |
| | 2–2              | Kovirsin (Hrabarenka, A. Koszticin) – 44:32 |               |                                                                                      |
| Savinainen (Rantanen, Aho) (PP) – 49:15 | 3–2              |                                             |               |                                                                                      |

| 2017. május 5. 20:15 | Csehország | 1–4 (0–1, 0–1, 1–2) | Kanada | AccorHotels Arena, Párizs Nézőszám: 8834 |

| Jegyzőkönyv | Jegyzőkönyv | Jegyzőkönyv                             | Jegyzőkönyv    | Jegyzőkönyv                                                                          |
| --- | ----------- | --------------------------------------- | -------------- | ------------------------------------------------------------------------------------ |
| | Petr Mrázek | Kapusok                                 | Calvin Pickard | Játékvezetők: Stefan Fonselius Stephen Reneau Vonalbírók: Gleb Lazarev Judson Ritter |
| \| \| 0–1 \| O'Reilly (Scheifele, Barrie) – 06:09 \| \| \| 0–2 \| Matheson (Skinner, Giroux) (PP) – 20:55 \| \| Radil (Kovář, Voráček) (PP) – 52:41 \| 1–2 \| \| \| \| 1–3 \| Barrie (Konecny, Giroux) – 54:50 \| \| \| 1–4 \| Skinner (ENG) – 59:18 \| |             |                                         |                | Játékvezetők: Stefan Fonselius Stephen Reneau Vonalbírók: Gleb Lazarev Judson Ritter |
| 6 perc | Büntetések  | 10 perc                                 |                | Játékvezetők: Stefan Fonselius Stephen Reneau Vonalbírók: Gleb Lazarev Judson Ritter |
| 29 | Lövések     | 28                                      |                | Játékvezetők: Stefan Fonselius Stephen Reneau Vonalbírók: Gleb Lazarev Judson Ritter |
| | 0–1         | O'Reilly (Scheifele, Barrie) – 06:09    |                | Játékvezetők: Stefan Fonselius Stephen Reneau Vonalbírók: Gleb Lazarev Judson Ritter |
| | 0–2         | Matheson (Skinner, Giroux) (PP) – 20:55 |                | Játékvezetők: Stefan Fonselius Stephen Reneau Vonalbírók: Gleb Lazarev Judson Ritter |
| Radil (Kovář, Voráček) (PP) – 52:41 | 1–2         |                                         |                | Játékvezetők: Stefan Fonselius Stephen Reneau Vonalbírók: Gleb Lazarev Judson Ritter |
| | 1–3         | Barrie (Konecny, Giroux) – 54:50        |                |                                                                                      |
| | 1–4         | Skinner (ENG) – 59:18                   |                |                                                                                      |

| 2017. május 6. 12:15 | Svájc | 5–4 (sz.) (4–0, 0–1, 0–3) (h.u.: 0–0) (sz.: 1–0) | Szlovénia | AccorHotels Arena, Párizs Nézőszám: 4922 |

| Jegyzőkönyv | Jegyzőkönyv  | Jegyzőkönyv                               | Jegyzőkönyv                    | Jegyzőkönyv                                                                  |
| --- | ------------ | ----------------------------------------- | ------------------------------ | ---------------------------------------------------------------------------- |
| | Jonas Hiller | Kapusok                                   | Gašper Krošelj Matija Pintarič | Játékvezetők: Jan Hribik Marcus Linde Vonalbírók: Judson Ritter Peter Šefčík |
| \| Ambühl (Suter) (PP) – 10:49 \| 1–0 \| \| \| Haas (Praplan, Genazzi) – 11:01 \| 2–0 \| \| \| Loeffel (Hollenstein, Praplan) – 16:59 3–0 \| 3–0 \| \| \| Bodenmann (Brunner, Richard) – 17:47 \| 4–0 \| \| \| \| 4–1 \| Muršak (Tavželj) (SH) – 38:31 \| \| \| 4–2 \| Jeglič (Sabolič, Kranjc) – 45:50 \| \| \| 4–3 \| Urbas (Ograjenšek, Pretnar) (PP2) – 54:02 \| \| \| 4–4 \| Sabolič (Tičar) (PP) – 55:23 \| |              |                                           |                                | Játékvezetők: Jan Hribik Marcus Linde Vonalbírók: Judson Ritter Peter Šefčík |
| Brunner Hollenstein Richard | Szétlövés    | Sabolič Tičar Muršak                      |                                | Játékvezetők: Jan Hribik Marcus Linde Vonalbírók: Judson Ritter Peter Šefčík |
| 16 perc | Büntetések   | 10 perc                                   |                                | Játékvezetők: Jan Hribik Marcus Linde Vonalbírók: Judson Ritter Peter Šefčík |
| 33 | Lövések      | 23                                        |                                | Játékvezetők: Jan Hribik Marcus Linde Vonalbírók: Judson Ritter Peter Šefčík |
| Ambühl (Suter) (PP) – 10:49 | 1–0          |                                           |                                | Játékvezetők: Jan Hribik Marcus Linde Vonalbírók: Judson Ritter Peter Šefčík |
| Haas (Praplan, Genazzi) – 11:01 | 2–0          |                                           |                                | Játékvezetők: Jan Hribik Marcus Linde Vonalbírók: Judson Ritter Peter Šefčík |
| Loeffel (Hollenstein, Praplan) – 16:59 3–0 | 3–0          |                                           |                                |                                                                              |
| Bodenmann (Brunner, Richard) – 17:47 | 4–0          |                                           |                                |                                                                              |
| | 4–1          | Muršak (Tavželj) (SH) – 38:31             |                                |                                                                              |
| | 4–2          | Jeglič (Sabolič, Kranjc) – 45:50          |                                |                                                                              |
| | 4–3          | Urbas (Ograjenšek, Pretnar) (PP2) – 54:02 |                                |                                                                              |
| | 4–4          | Sabolič (Tičar) (PP) – 55:23              |                                |                                                                              |

| 2017. május 6. 16:15 | Fehéroroszország | 1–6 (0–2, 1–1, 0–3) | Csehország | AccorHotels Arena, Párizs Nézőszám: 6635 |

| Jegyzőkönyv | Jegyzőkönyv                      | Jegyzőkönyv                           | Jegyzőkönyv    | Jegyzőkönyv                                                                       |
| --- | -------------------------------- | ------------------------------------- | -------------- | --------------------------------------------------------------------------------- |
| | Kevin Lalande Mikhail Karnaukhov | Kapusok                               | Pavel Francouz | Játékvezetők: Brett Iverson Mark Lemelin Vonalbírók: Rene Jensen Lukas Kohlmüller |
| \| \| 0–1 \| 13:16 – Vrána (Birner, Řepík) \| \| \| 0–2 \| 17:30 – Gudas (Voráček) \| \| Pavlovich (Lisovets, Denisov) – 21:13 \| 1–2 \| \| \| \| 1–3 \| 35:38 – Červenka (Horák, Jeřábek) \| \| \| 1–4 \| 47:26 – Šimek (Voráček, Radil) (PP) \| \| \| 1–5 \| 49:37 – Voráček (Pastrňák, Kundrátek) \| \| \| 1–6 \| 59:44 – Kempný (Hanzl, Zohorna) \| |                                  |                                       |                | Játékvezetők: Brett Iverson Mark Lemelin Vonalbírók: Rene Jensen Lukas Kohlmüller |
| 16 perc | Büntetések                       | 12 perc                               |                | Játékvezetők: Brett Iverson Mark Lemelin Vonalbírók: Rene Jensen Lukas Kohlmüller |
| 7 | Lövések                          | 45                                    |                | Játékvezetők: Brett Iverson Mark Lemelin Vonalbírók: Rene Jensen Lukas Kohlmüller |
| | 0–1                              | 13:16 – Vrána (Birner, Řepík)         |                | Játékvezetők: Brett Iverson Mark Lemelin Vonalbírók: Rene Jensen Lukas Kohlmüller |
| | 0–2                              | 17:30 – Gudas (Voráček)               |                | Játékvezetők: Brett Iverson Mark Lemelin Vonalbírók: Rene Jensen Lukas Kohlmüller |
| Pavlovich (Lisovets, Denisov) – 21:13 | 1–2                              |                                       |                | Játékvezetők: Brett Iverson Mark Lemelin Vonalbírók: Rene Jensen Lukas Kohlmüller |
| | 1–3                              | 35:38 – Červenka (Horák, Jeřábek)     |                |                                                                                   |
| | 1–4                              | 47:26 – Šimek (Voráček, Radil) (PP)   |                |                                                                                   |
| | 1–5                              | 49:37 – Voráček (Pastrňák, Kundrátek) |                |                                                                                   |
| | 1–6                              | 59:44 – Kempný (Hanzl, Zohorna)       |                |                                                                                   |

| 2017. május 6. 20:15 | Norvégia | 3–2 (0–0, 2–1, 1–1) | Franciaország | AccorHotels Arena, Párizs Nézőszám: 7893 |

| Jegyzőkönyv | Jegyzőkönyv | Jegyzőkönyv                         | Jegyzőkönyv    | Jegyzőkönyv                                                                                |
| --- | ----------- | ----------------------------------- | -------------- | ------------------------------------------------------------------------------------------ |
| | Lars Haugen | Kapusok                             | Cristobal Huet | Játékvezetők: Daniel Piechaczek Tobias Wehrli Vonalbírók: Miroslav Lhotský Sakari Suominen |
| \| K. Olimb (M. Olimb, Thoresen) – 25:13 \| 1–0 \| \| \| Thoresen (M. Olimb, K. Olimb) (PP) – 29:40 \| 2–0 \| \| \| \| 2–1 \| 38:14 – S. Da Costa (Fleury) \| \| Thoresen (Reichenberg) – 49:49 \| 3–1 \| \| \| \| 3–2 \| 49:59 – S. Da Costa (Auvitu, Besch) \| |             |                                     |                | Játékvezetők: Daniel Piechaczek Tobias Wehrli Vonalbírók: Miroslav Lhotský Sakari Suominen |
| 10 perc | Büntetések  | 12 perc                             |                | Játékvezetők: Daniel Piechaczek Tobias Wehrli Vonalbírók: Miroslav Lhotský Sakari Suominen |
| 24 | Lövések     | 24                                  |                | Játékvezetők: Daniel Piechaczek Tobias Wehrli Vonalbírók: Miroslav Lhotský Sakari Suominen |
| K. Olimb (M. Olimb, Thoresen) – 25:13 | 1–0         |                                     |                | Játékvezetők: Daniel Piechaczek Tobias Wehrli Vonalbírók: Miroslav Lhotský Sakari Suominen |
| Thoresen (M. Olimb, K. Olimb) (PP) – 29:40 | 2–0         |                                     |                | Játékvezetők: Daniel Piechaczek Tobias Wehrli Vonalbírók: Miroslav Lhotský Sakari Suominen |
| | 2–1         | 38:14 – S. Da Costa (Fleury)        |                | Játékvezetők: Daniel Piechaczek Tobias Wehrli Vonalbírók: Miroslav Lhotský Sakari Suominen |
| Thoresen (Reichenberg) – 49:49 | 3–1         |                                     |                |                                                                                            |
| | 3–2         | 49:59 – S. Da Costa (Auvitu, Besch) |                |                                                                                            |

| 2017. május 7. 12:15 | Szlovénia | 2–7 (0–3, 1–3, 1–1) | Kanada | AccorHotels Arena, Párizs Nézőszám: 9128 |

| Jegyzőkönyv | Jegyzőkönyv    | Jegyzőkönyv                             | Jegyzőkönyv  | Jegyzőkönyv                                                                             |
| --- | -------------- | --------------------------------------- | ------------ | --------------------------------------------------------------------------------------- |
| | Gašper Krošelj | Kapusok                                 | Chad Johnson | Játékvezetők: Mark Lemelin Tobias Wehrli Vonalbírók: Lukas Kohlmüller Andreas Malmqvist |
| \| \| 0–1 \| 04:30 – Barrie (Simmonds, Konecny) \| \| \| 0–2 \| 14:36 – MacKinnon (Skinner, Barrie) \| \| \| 0–3 \| 16:14 – Point (Konecny) \| \| \| 0–4 \| 24:44 – MacKinnon (Giroux, de Haan) \| \| \| 0–5 \| 25:43 – MacKinnon (Marner, Barrie) (PP) \| \| Muršak (Sabolič, Pretnar) – 35:44 \| 1–5 \| \| \| \| 1–6 \| 37:11 – Marner (Konecny) \| \| \| 1–7 \| 47:07 – Skinner (MacKinnon, Barrie) \| \| Urbas (Kranjc, Pretnar) (EA) – 57:55 \| 2–7 \| \| |                |                                         |              | Játékvezetők: Mark Lemelin Tobias Wehrli Vonalbírók: Lukas Kohlmüller Andreas Malmqvist |
| 8 perc | Büntetések     | 8 perc                                  |              | Játékvezetők: Mark Lemelin Tobias Wehrli Vonalbírók: Lukas Kohlmüller Andreas Malmqvist |
| 14 | Lövések        | 51                                      |              | Játékvezetők: Mark Lemelin Tobias Wehrli Vonalbírók: Lukas Kohlmüller Andreas Malmqvist |
| | 0–1            | 04:30 – Barrie (Simmonds, Konecny)      |              | Játékvezetők: Mark Lemelin Tobias Wehrli Vonalbírók: Lukas Kohlmüller Andreas Malmqvist |
| | 0–2            | 14:36 – MacKinnon (Skinner, Barrie)     |              | Játékvezetők: Mark Lemelin Tobias Wehrli Vonalbírók: Lukas Kohlmüller Andreas Malmqvist |
| | 0–3            | 16:14 – Point (Konecny)                 |              | Játékvezetők: Mark Lemelin Tobias Wehrli Vonalbírók: Lukas Kohlmüller Andreas Malmqvist |
| | 0–4            | 24:44 – MacKinnon (Giroux, de Haan)     |              |                                                                                         |
| | 0–5            | 25:43 – MacKinnon (Marner, Barrie) (PP) |              |                                                                                         |
| Muršak (Sabolič, Pretnar) – 35:44 | 1–5            |                                         |              |                                                                                         |
| | 1–6            | 37:11 – Marner (Konecny)                |              |                                                                                         |
| | 1–7            | 47:07 – Skinner (MacKinnon, Barrie)     |              |                                                                                         |
| Urbas (Kranjc, Pretnar) (EA) – 57:55 | 2–7            |                                         |              |                                                                                         |

| 2017. május 7. 16:15 | Finnország | 1–5 (0–1, 1–2, 0–2) | Franciaország | AccorHotels Arena, Párizs Nézőszám: 11433 |

| Jegyzőkönyv | Jegyzőkönyv      | Jegyzőkönyv                          | Jegyzőkönyv   | Jegyzőkönyv                                                                    |
| --- | ---------------- | ------------------------------------ | ------------- | ------------------------------------------------------------------------------ |
| | Joonas Korpisalo | Kapusok                              | Florian Hardy | Játékvezetők: Brett Iverson Marcus Linde Vonalbírók: Gleb Lazarev Peter Šefčík |
| \| \| 0–1 \| 14:17 – Bellemare (Rech, Meunier) \| \| Lehtonen (Pihlström, Rantanen) – 21:33 \| 1–1 \| \| \| \| 1–2 \| 33:58 – Roussel (Bellemare) \| \| \| 1–3 \| 38:49 – Claireaux (Janil, Rech) (PP) \| \| \| 1–4 \| 48:27 – Roussel (Rech) \| \| \| 1–5 \| 57:49 – Fleury (T. Da Costa) (ENG) \| |                  |                                      |               | Játékvezetők: Brett Iverson Marcus Linde Vonalbírók: Gleb Lazarev Peter Šefčík |
| 8 perc | Büntetések       | 20 perc                              |               | Játékvezetők: Brett Iverson Marcus Linde Vonalbírók: Gleb Lazarev Peter Šefčík |
| 43 | Lövések          | 26                                   |               | Játékvezetők: Brett Iverson Marcus Linde Vonalbírók: Gleb Lazarev Peter Šefčík |
| | 0–1              | 14:17 – Bellemare (Rech, Meunier)    |               | Játékvezetők: Brett Iverson Marcus Linde Vonalbírók: Gleb Lazarev Peter Šefčík |
| Lehtonen (Pihlström, Rantanen) – 21:33 | 1–1              |                                      |               | Játékvezetők: Brett Iverson Marcus Linde Vonalbírók: Gleb Lazarev Peter Šefčík |
| | 1–2              | 33:58 – Roussel (Bellemare)          |               | Játékvezetők: Brett Iverson Marcus Linde Vonalbírók: Gleb Lazarev Peter Šefčík |
| | 1–3              | 38:49 – Claireaux (Janil, Rech) (PP) |               |                                                                                |
| | 1–4              | 48:27 – Roussel (Rech)               |               |                                                                                |
| | 1–5              | 57:49 – Fleury (T. Da Costa) (ENG)   |               |                                                                                |

| 2017. május 7. 20:15 | Norvégia | 0–3 (0–0, 0–2, 0–1) | Svájc | AccorHotels Arena, Párizs Nézőszám: 7782 |

| Jegyzőkönyv | Jegyzőkönyv      | Jegyzőkönyv                             | Jegyzőkönyv     | Jegyzőkönyv                                                                                |
| --- | ---------------- | --------------------------------------- | --------------- | ------------------------------------------------------------------------------------------ |
| | Henrik Haukeland | Kapusok                                 | Leonardo Genoni | Játékvezetők: Stefan Fonselius Stephen Reneau Vonalbírók: Miroslav Lhotský Sakari Suominen |
| \| \| 0–1 \| 32:04 – Schäppi (Loeffel, Almond) \| \| \| 0–2 \| 34:00 – Almond (Rüfenacht, Untersander) \| \| \| 0–3 \| 49:37 – Suter (Almond, Ambühl) (PP) \| |                  |                                         |                 | Játékvezetők: Stefan Fonselius Stephen Reneau Vonalbírók: Miroslav Lhotský Sakari Suominen |
| 12 perc | Büntetések       | 8 perc                                  |                 | Játékvezetők: Stefan Fonselius Stephen Reneau Vonalbírók: Miroslav Lhotský Sakari Suominen |
| 20 | Lövések          | 38                                      |                 | Játékvezetők: Stefan Fonselius Stephen Reneau Vonalbírók: Miroslav Lhotský Sakari Suominen |
| | 0–1              | 32:04 – Schäppi (Loeffel, Almond)       |                 | Játékvezetők: Stefan Fonselius Stephen Reneau Vonalbírók: Miroslav Lhotský Sakari Suominen |
| | 0–2              | 34:00 – Almond (Rüfenacht, Untersander) |                 | Játékvezetők: Stefan Fonselius Stephen Reneau Vonalbírók: Miroslav Lhotský Sakari Suominen |
| | 0–3              | 49:37 – Suter (Almond, Ambühl) (PP)     |                 | Játékvezetők: Stefan Fonselius Stephen Reneau Vonalbírók: Miroslav Lhotský Sakari Suominen |

| 2017. május 8. 16:15 | Fehéroroszország | 0–6 (0–1, 0–2, 0–3) | Kanada | AccorHotels Arena, Párizs Nézőszám: 4363 |

| Jegyzőkönyv | Jegyzőkönyv        | Jegyzőkönyv                             | Jegyzőkönyv    | Jegyzőkönyv                                                                    |
| --- | ------------------ | --------------------------------------- | -------------- | ------------------------------------------------------------------------------ |
| | Mikhail Karnaukhov | Kapusok                                 | Calvin Pickard | Játékvezetők: Stefan Fonselius Jan Hribik Vonalbírók: Rene Jensen Gleb Lazarev |
| \| \| 0–1 \| 05:08 – Point (Marner, Konecny) \| \| \| 0–2 \| 24:20 – MacKinnon (Marner, Barrie) (PP) \| \| \| 0–3 \| 35:21 – MacKinnon (Skinner, Giroux) \| \| \| 0–4 \| 47:01 – Skinner (MacKinnon, Matheson) \| \| \| 0–5 \| 50:16 – Giroux (Skinner, Morrissey) \| \| \| 0–6 \| 54:42 – Point (Konecny, Vlasic) \| |                    |                                         |                | Játékvezetők: Stefan Fonselius Jan Hribik Vonalbírók: Rene Jensen Gleb Lazarev |
| 12 perc | Büntetések         | 6 perc                                  |                | Játékvezetők: Stefan Fonselius Jan Hribik Vonalbírók: Rene Jensen Gleb Lazarev |
| 13 | Lövések            | 45                                      |                | Játékvezetők: Stefan Fonselius Jan Hribik Vonalbírók: Rene Jensen Gleb Lazarev |
| | 0–1                | 05:08 – Point (Marner, Konecny)         |                | Játékvezetők: Stefan Fonselius Jan Hribik Vonalbírók: Rene Jensen Gleb Lazarev |
| | 0–2                | 24:20 – MacKinnon (Marner, Barrie) (PP) |                | Játékvezetők: Stefan Fonselius Jan Hribik Vonalbírók: Rene Jensen Gleb Lazarev |
| | 0–3                | 35:21 – MacKinnon (Skinner, Giroux)     |                | Játékvezetők: Stefan Fonselius Jan Hribik Vonalbírók: Rene Jensen Gleb Lazarev |
| | 0–4                | 47:01 – Skinner (MacKinnon, Matheson)   |                |                                                                                |
| | 0–5                | 50:16 – Giroux (Skinner, Morrissey)     |                |                                                                                |
| | 0–6                | 54:42 – Point (Konecny, Vlasic)         |                |                                                                                |

| 2017. május 8. 20:15 | Finnország | 3–4 (sz.) (3–0, 0–0, 0–3) (h.u.: 0–0) (sz.: 0–1) | Csehország | AccorHotels Arena, Párizs Nézőszám: 8112 |

| Jegyzőkönyv | Jegyzőkönyv      | Jegyzőkönyv                             | Jegyzőkönyv | Jegyzőkönyv                                                                                |
| --- | ---------------- | --------------------------------------- | ----------- | ------------------------------------------------------------------------------------------ |
| | Joonas Korpisalo | Kapusok                                 | Petr Mrázek | Játékvezetők: Daniel Piechaczek Stephen Reneau Vonalbírók: Andreas Malmqvist Judson Ritter |
| \| Filppula (Aho, Rantanen) – 00:58 \| 1–0 \| \| \| Jaakola (Rantanen, Filppula) – 02:41 \| 2–0 \| \| \| V. Lajunen (Pihlström, J. Aaltonen) – 13:51 \| 3–0 \| \| \| \| 3–1 \| 47:37 – Horák (Pastrňák, Červenka) (PP) \| \| \| 3–2 \| 57:46 – Gudas (Krejčík, Řepík) \| \| \| 3–3 \| 58:09 – Kovář (Pastrňák) \| |                  |                                         |             | Játékvezetők: Daniel Piechaczek Stephen Reneau Vonalbírók: Andreas Malmqvist Judson Ritter |
| Puljujärvi Aho Rantanen | Szétlövés        | Hanzl Hyka                              |             | Játékvezetők: Daniel Piechaczek Stephen Reneau Vonalbírók: Andreas Malmqvist Judson Ritter |
| 20 perc | Büntetések       | 6 perc                                  |             | Játékvezetők: Daniel Piechaczek Stephen Reneau Vonalbírók: Andreas Malmqvist Judson Ritter |
| 21 | Lövések          | 34                                      |             | Játékvezetők: Daniel Piechaczek Stephen Reneau Vonalbírók: Andreas Malmqvist Judson Ritter |
| Filppula (Aho, Rantanen) – 00:58 | 1–0              |                                         |             | Játékvezetők: Daniel Piechaczek Stephen Reneau Vonalbírók: Andreas Malmqvist Judson Ritter |
| Jaakola (Rantanen, Filppula) – 02:41 | 2–0              |                                         |             | Játékvezetők: Daniel Piechaczek Stephen Reneau Vonalbírók: Andreas Malmqvist Judson Ritter |
| V. Lajunen (Pihlström, J. Aaltonen) – 13:51 | 3–0              |                                         |             |                                                                                            |
| | 3–1              | 47:37 – Horák (Pastrňák, Červenka) (PP) |             |                                                                                            |
| | 3–2              | 57:46 – Gudas (Krejčík, Řepík)          |             |                                                                                            |
| | 3–3              | 58:09 – Kovář (Pastrňák)                |             |                                                                                            |

| 2017. május 9. 16:15 | Szlovénia | 1–5 (0–3, 1–1, 0–1) | Norvégia | AccorHotels Arena, Párizs Nézőszám: 2696 |

| Jegyzőkönyv | Jegyzőkönyv                    | Jegyzőkönyv                              | Jegyzőkönyv | Jegyzőkönyv                                                                          |
| --- | ------------------------------ | ---------------------------------------- | ----------- | ------------------------------------------------------------------------------------ |
| | Matija Pintarič Gašper Krošelj | Kapusok                                  | Lars Haugen | Játékvezetők: Roman Gofman Antonín Jeřábek Vonalbírók: Miroslav Lhotský Peter Šefčík |
| \| \| 0–1 \| 05:57 – M. Olimb (Thoresen, K. Olimb) \| \| \| 0–2 \| 14:35 – K. Olimb (Thoresen, Nørstebø) \| \| \| 0–3 \| 18:20 – Forsberg \| \| \| 0–4 \| 38:58 – Reichenberg (Holøs, Haugen) (PP) \| \| Sabolič (Podlipnik, Vidmar) – 39:45 \| 1–4 \| \| \| \| 1–5 \| 59:17 – Thoresen (K. Olimb, Bonsaksen) \| |                                |                                          |             | Játékvezetők: Roman Gofman Antonín Jeřábek Vonalbírók: Miroslav Lhotský Peter Šefčík |
| 6 perc | Büntetések                     | 10 perc                                  |             | Játékvezetők: Roman Gofman Antonín Jeřábek Vonalbírók: Miroslav Lhotský Peter Šefčík |
| 16 | Lövések                        | 23                                       |             | Játékvezetők: Roman Gofman Antonín Jeřábek Vonalbírók: Miroslav Lhotský Peter Šefčík |
| | 0–1                            | 05:57 – M. Olimb (Thoresen, K. Olimb)    |             | Játékvezetők: Roman Gofman Antonín Jeřábek Vonalbírók: Miroslav Lhotský Peter Šefčík |
| | 0–2                            | 14:35 – K. Olimb (Thoresen, Nørstebø)    |             | Játékvezetők: Roman Gofman Antonín Jeřábek Vonalbírók: Miroslav Lhotský Peter Šefčík |
| | 0–3                            | 18:20 – Forsberg                         |             | Játékvezetők: Roman Gofman Antonín Jeřábek Vonalbírók: Miroslav Lhotský Peter Šefčík |
| | 0–4                            | 38:58 – Reichenberg (Holøs, Haugen) (PP) |             |                                                                                      |
| Sabolič (Podlipnik, Vidmar) – 39:45 | 1–4                            |                                          |             |                                                                                      |
| | 1–5                            | 59:17 – Thoresen (K. Olimb, Bonsaksen)   |             |                                                                                      |

| 2017. május 9. 20:15 | Svájc | 3–4 (sz.) (0–1, 2–0, 1–2) (h.u.: 0–0) (sz.: 0–1) | Franciaország | AccorHotels Arena, Párizs Nézőszám: 6747 |

| Jegyzőkönyv | Jegyzőkönyv     | Jegyzőkönyv                       | Jegyzőkönyv    | Jegyzőkönyv                                                                           |
| --- | --------------- | --------------------------------- | -------------- | ------------------------------------------------------------------------------------- |
| | Leonardo Genoni | Kapusok                           | Cristobal Huet | Játékvezetők: Eduards Odiņš Linus Öhlund Vonalbírók: Lukas Kohlmüller Sakari Suominen |
| \| \| 0–1 \| 02:53 – Auvitu (Perret) (SH) \| \| Praplan (Hollenstein, Loeffel) – 21:22 \| 1–1 \| \| \| Praplan (Hollenstein, Haas) – 23:48 \| 2–1 \| \| \| \| 2–2 \| 43:02 – S. Da Costa (Auvitu) (PP) \| \| Ambühl (Suter, Untersander) – 53:41 \| 3–2 \| \| \| \| 3–3 \| 55:41 – Rech (Meunier) \| |                 |                                   |                | Játékvezetők: Eduards Odiņš Linus Öhlund Vonalbírók: Lukas Kohlmüller Sakari Suominen |
| Brunner Praplan Hollenstein | Szétlövés       | Fleury S. Da Costa Bellemare      |                | Játékvezetők: Eduards Odiņš Linus Öhlund Vonalbírók: Lukas Kohlmüller Sakari Suominen |
| 12 perc | Büntetések      | 12 perc                           |                | Játékvezetők: Eduards Odiņš Linus Öhlund Vonalbírók: Lukas Kohlmüller Sakari Suominen |
| 26 | Lövések         | 25                                |                | Játékvezetők: Eduards Odiņš Linus Öhlund Vonalbírók: Lukas Kohlmüller Sakari Suominen |
| | 0–1             | 02:53 – Auvitu (Perret) (SH)      |                | Játékvezetők: Eduards Odiņš Linus Öhlund Vonalbírók: Lukas Kohlmüller Sakari Suominen |
| Praplan (Hollenstein, Loeffel) – 21:22 | 1–1             |                                   |                | Játékvezetők: Eduards Odiņš Linus Öhlund Vonalbírók: Lukas Kohlmüller Sakari Suominen |
| Praplan (Hollenstein, Haas) – 23:48 | 2–1             |                                   |                |                                                                                       |
| | 2–2             | 43:02 – S. Da Costa (Auvitu) (PP) |                |                                                                                       |
| Ambühl (Suter, Untersander) – 53:41 | 3–2             |                                   |                |                                                                                       |
| | 3–3             | 55:41 – Rech (Meunier)            |                |                                                                                       |

| 2017. május 10. 16:15 | Svájc | 3–0 (1–0, 1–0, 1–0) | Fehéroroszország | AccorHotels Arena, Párizs Nézőszám: 3 212 |

| Jegyzőkönyv | Jegyzőkönyv     | Jegyzőkönyv | Jegyzőkönyv   | Jegyzőkönyv                                                                        |
| --- | --------------- | ----------- | ------------- | ---------------------------------------------------------------------------------- |
| | Leonardo Genoni | Kapusok     | Kevin Lalande | Játékvezetők: Roman Gofman Anssi Salonen Vonalbírók: Hannu Sormunen Libor Suchánek |
| \| Schäppi (Untersander, Genazzi) (PP) – 17:54 \| 1–0 \| \| \| Ambühl (Hollenstein, Loeffel) – 35:29 \| 2–0 \| \| \| Almond (Schäppi) – 47:55 \| 3–0 \| \| |                 |             |               | Játékvezetők: Roman Gofman Anssi Salonen Vonalbírók: Hannu Sormunen Libor Suchánek |
| 6 perc | Büntetések      | 10 perc     |               | Játékvezetők: Roman Gofman Anssi Salonen Vonalbírók: Hannu Sormunen Libor Suchánek |
| 23 | Lövések         | 14          |               | Játékvezetők: Roman Gofman Anssi Salonen Vonalbírók: Hannu Sormunen Libor Suchánek |
| Schäppi (Untersander, Genazzi) (PP) – 17:54 | 1–0             |             |               | Játékvezetők: Roman Gofman Anssi Salonen Vonalbírók: Hannu Sormunen Libor Suchánek |
| Ambühl (Hollenstein, Loeffel) – 35:29 | 2–0             |             |               | Játékvezetők: Roman Gofman Anssi Salonen Vonalbírók: Hannu Sormunen Libor Suchánek |
| Almond (Schäppi) – 47:55 | 3–0             |             |               | Játékvezetők: Roman Gofman Anssi Salonen Vonalbírók: Hannu Sormunen Libor Suchánek |

| 2017. május 10. 20:15 | Finnország | 5–2 (0–1, 2–0, 3–1) | Szlovénia | AccorHotels Arena, Párizs Nézőszám: 3 436 |

| Jegyzőkönyv | Jegyzőkönyv  | Jegyzőkönyv                  | Jegyzőkönyv    | Jegyzőkönyv                                                                           |
| --- | ------------ | ---------------------------- | -------------- | ------------------------------------------------------------------------------------- |
| | Harri Säteri | Kapusok                      | Gašper Krošelj | Játékvezetők: Linus Öhlund Daniel Stricker Vonalbírók: Roman Kaderli Nathan Vanoosten |
| \| \| 0–1 \| 14:21 – Kuralt (Pem) \| \| Savinainen (Sallinen) – 24:06 \| 1–1 \| \| \| Rantanen (Savinainen, Aho) (PP) – 25:51 \| 2–1 \| \| \| \| 2–2 \| 45:50 – Tičar (Sabolič) (PP) \| \| Aho (Rantanen) – 49:30 \| 3–2 \| \| \| Hännikäinen (J. Lajunen) – 50:34 \| 4–2 \| \| \| Sallinen (Pyörälä, Järvinen) (ENG) – 59:15 \| 5–2 \| \| |              |                              |                | Játékvezetők: Linus Öhlund Daniel Stricker Vonalbírók: Roman Kaderli Nathan Vanoosten |
| 4 perc | Büntetések   | 6 perc                       |                | Játékvezetők: Linus Öhlund Daniel Stricker Vonalbírók: Roman Kaderli Nathan Vanoosten |
| 49 | Lövések      | 14                           |                | Játékvezetők: Linus Öhlund Daniel Stricker Vonalbírók: Roman Kaderli Nathan Vanoosten |
| | 0–1          | 14:21 – Kuralt (Pem)         |                | Játékvezetők: Linus Öhlund Daniel Stricker Vonalbírók: Roman Kaderli Nathan Vanoosten |
| Savinainen (Sallinen) – 24:06 | 1–1          |                              |                | Játékvezetők: Linus Öhlund Daniel Stricker Vonalbírók: Roman Kaderli Nathan Vanoosten |
| Rantanen (Savinainen, Aho) (PP) – 25:51 | 2–1          |                              |                | Játékvezetők: Linus Öhlund Daniel Stricker Vonalbírók: Roman Kaderli Nathan Vanoosten |
| | 2–2          | 45:50 – Tičar (Sabolič) (PP) |                |                                                                                       |
| Aho (Rantanen) – 49:30 | 3–2          |                              |                |                                                                                       |
| Hännikäinen (J. Lajunen) – 50:34 | 4–2          |                              |                |                                                                                       |
| Sallinen (Pyörälä, Järvinen) (ENG) – 59:15 | 5–2          |                              |                |                                                                                       |

| 2017. május 11. 16:15 | Csehország | 1–0 (h.u.) (0–0, 0–0, 0–0) (h.u.: 1–0) | Norvégia | AccorHotels Arena, Párizs Nézőszám: 6381 |

| Jegyzőkönyv                                       | Jegyzőkönyv    | Jegyzőkönyv | Jegyzőkönyv | Jegyzőkönyv                                                                            |
| ------------------------------------------------- | -------------- | ----------- | ----------- | -------------------------------------------------------------------------------------- |
|                                                   | Pavel Francouz | Kapusok     | Lars Haugen | Játékvezetők: Oliver Gouin Daniel Stricker Vonalbírók: Brian Oliver Alexander Otmakhov |
| \| Kovář (Pastrňák, Jeřábek) – 61:25 \| 1–0 \| \| |                |             |             | Játékvezetők: Oliver Gouin Daniel Stricker Vonalbírók: Brian Oliver Alexander Otmakhov |
| 8 perc                                            | Büntetések     | 4 perc      |             | Játékvezetők: Oliver Gouin Daniel Stricker Vonalbírók: Brian Oliver Alexander Otmakhov |
| 32                                                | Lövések        | 10          |             | Játékvezetők: Oliver Gouin Daniel Stricker Vonalbírók: Brian Oliver Alexander Otmakhov |
| Kovář (Pastrňák, Jeřábek) – 61:25                 | 1–0            |             |             | Játékvezetők: Oliver Gouin Daniel Stricker Vonalbírók: Brian Oliver Alexander Otmakhov |

| 2017. május 11. 20:15 | Kanada | 3–2 (1–1, 1–1, 1–0) | Franciaország | AccorHotels Arena, Párizs Nézőszám: 14 510 |

| Jegyzőkönyv | Jegyzőkönyv  | Jegyzőkönyv                               | Jegyzőkönyv   | Jegyzőkönyv                                                                       |
| --- | ------------ | ----------------------------------------- | ------------- | --------------------------------------------------------------------------------- |
| | Chad Johnson | Kapusok                                   | Florian Hardy | Játékvezetők: Antonín Jeřábek Jozef Kubuš Vonalbírók: Ivan Dedyulya Roman Kaderli |
| \| O'Reilly (MacKinnon, Scheifele) (PP) – 05:19 \| 1–0 \| \| \| \| 1–1 \| 09:00 – Dame-Malka (Rech, Ritz) \| \| \| 1–2 \| 21:37 – Fleury (S. Da Costa, Auvitu) (PP) \| \| Giroux (Lee) (PP) – 39:11 \| 2–2 \| \| \| Vlasic – 42:22 \| 3–2 \| \| |              |                                           |               | Játékvezetők: Antonín Jeřábek Jozef Kubuš Vonalbírók: Ivan Dedyulya Roman Kaderli |
| 33 perc | Büntetések   | 10 perc                                   |               | Játékvezetők: Antonín Jeřábek Jozef Kubuš Vonalbírók: Ivan Dedyulya Roman Kaderli |
| 35 | Lövések      | 24                                        |               | Játékvezetők: Antonín Jeřábek Jozef Kubuš Vonalbírók: Ivan Dedyulya Roman Kaderli |
| O'Reilly (MacKinnon, Scheifele) (PP) – 05:19 | 1–0          |                                           |               | Játékvezetők: Antonín Jeřábek Jozef Kubuš Vonalbírók: Ivan Dedyulya Roman Kaderli |
| | 1–1          | 09:00 – Dame-Malka (Rech, Ritz)           |               | Játékvezetők: Antonín Jeřábek Jozef Kubuš Vonalbírók: Ivan Dedyulya Roman Kaderli |
| | 1–2          | 21:37 – Fleury (S. Da Costa, Auvitu) (PP) |               | Játékvezetők: Antonín Jeřábek Jozef Kubuš Vonalbírók: Ivan Dedyulya Roman Kaderli |
| Giroux (Lee) (PP) – 39:11 | 2–2          |                                           |               |                                                                                   |
| Vlasic – 42:22 | 3–2          |                                           |               |                                                                                   |

| 2017. május 12. 16:15 | Csehország | 5–1 (3–0, 1–0, 1–1) | Szlovénia | AccorHotels Arena, Párizs Nézőszám: 2805 |

| Jegyzőkönyv | Jegyzőkönyv | Jegyzőkönyv                    | Jegyzőkönyv    | Jegyzőkönyv                                                                        |
| --- | ----------- | ------------------------------ | -------------- | ---------------------------------------------------------------------------------- |
| | Petr Mrázek | Kapusok                        | Gašper Krošelj | Játékvezetők: Roman Gofman Anssi Salonen Vonalbírók: Brian Oliver Nathan Vanoosten |
| \| Řepík (Kovář, Červenka) (PP) – 02:12 \| 1–0 \| \| \| Horák (Pastrňák, Voráček) (PP) – 08:20 \| 2–0 \| \| \| Horák (Gudas, Šimek) – 11:46 \| 3–0 \| \| \| Kempný (Vrána) – 22:09 \| 4–0 \| \| \| \| 4–1 \| 44:04 – Verlič (Muršak, Urbas) \| \| Červenka (Kovář) – 47:15 \| 5–1 \| \| |             |                                |                | Játékvezetők: Roman Gofman Anssi Salonen Vonalbírók: Brian Oliver Nathan Vanoosten |
| 8 perc | Büntetések  | 6 perc                         |                | Játékvezetők: Roman Gofman Anssi Salonen Vonalbírók: Brian Oliver Nathan Vanoosten |
| 37 | Lövések     | 15                             |                | Játékvezetők: Roman Gofman Anssi Salonen Vonalbírók: Brian Oliver Nathan Vanoosten |
| Řepík (Kovář, Červenka) (PP) – 02:12 | 1–0         |                                |                | Játékvezetők: Roman Gofman Anssi Salonen Vonalbírók: Brian Oliver Nathan Vanoosten |
| Horák (Pastrňák, Voráček) (PP) – 08:20 | 2–0         |                                |                | Játékvezetők: Roman Gofman Anssi Salonen Vonalbírók: Brian Oliver Nathan Vanoosten |
| Horák (Gudas, Šimek) – 11:46 | 3–0         |                                |                | Játékvezetők: Roman Gofman Anssi Salonen Vonalbírók: Brian Oliver Nathan Vanoosten |
| Kempný (Vrána) – 22:09 | 4–0         |                                |                |                                                                                    |
| | 4–1         | 44:04 – Verlič (Muršak, Urbas) |                |                                                                                    |
| Červenka (Kovář) – 47:15 | 5–1         |                                |                |                                                                                    |

| 2017. május 12. 20:15 | Franciaország | 4–3 (sz.) (1–0, 1–2, 1–1) (h.u.: 0–0) (sz.: 1–0) | Fehéroroszország | AccorHotels Arena, Párizs Nézőszám: 6802 |

| Jegyzőkönyv | Jegyzőkönyv    | Jegyzőkönyv                                 | Jegyzőkönyv   | Jegyzőkönyv                                                                         |
| --- | -------------- | ------------------------------------------- | ------------- | ----------------------------------------------------------------------------------- |
| | Cristobal Huet | Kapusok                                     | Kevin Lalande | Játékvezetők: Eduards Odiņš Linus Öhlund Vonalbírók: Joep Leermakers Libor Suchánek |
| \| Treille (T. Da Costa, Raux) – 12:29 \| 1–0 \| \| \| Fleury (Roussel, S. Da Costa) (PP) – 20:54 \| 2–0 \| \| \| \| 2–1 \| 26:40 – Pavlovich (Sharangovich, Vorobey) \| \| \| 2–2 \| 37:47 – Sharangovich (Linglet) \| \| \| 2–3 \| 41:20 – Kulakov (S. Kostitsyn, Demkov) (PP) \| \| Bellemare (S. Da Costa) – 52:35 \| 3–3 \| \| |                |                                             |               | Játékvezetők: Eduards Odiņš Linus Öhlund Vonalbírók: Joep Leermakers Libor Suchánek |
| Roussel Fleury S. Da Costa | Szétlövés      | Stefanovich Stas Pavlovich Stefanovich      |               | Játékvezetők: Eduards Odiņš Linus Öhlund Vonalbírók: Joep Leermakers Libor Suchánek |
| 12 perc | Büntetések     | 10 perc                                     |               | Játékvezetők: Eduards Odiņš Linus Öhlund Vonalbírók: Joep Leermakers Libor Suchánek |
| 31 | Lövések        | 22                                          |               | Játékvezetők: Eduards Odiņš Linus Öhlund Vonalbírók: Joep Leermakers Libor Suchánek |
| Treille (T. Da Costa, Raux) – 12:29 | 1–0            |                                             |               | Játékvezetők: Eduards Odiņš Linus Öhlund Vonalbírók: Joep Leermakers Libor Suchánek |
| Fleury (Roussel, S. Da Costa) (PP) – 20:54 | 2–0            |                                             |               | Játékvezetők: Eduards Odiņš Linus Öhlund Vonalbírók: Joep Leermakers Libor Suchánek |
| | 2–1            | 26:40 – Pavlovich (Sharangovich, Vorobey)   |               |                                                                                     |
| | 2–2            | 37:47 – Sharangovich (Linglet)              |               |                                                                                     |
| | 2–3            | 41:20 – Kulakov (S. Kostitsyn, Demkov) (PP) |               |                                                                                     |
| Bellemare (S. Da Costa) – 52:35 | 3–3            |                                             |               |                                                                                     |

| 2017. május 13. 12:15 | Norvégia | 2–3 (h.u.) (1–0, 0–2, 1–0) (h.u.: 0–1) | Finnország | AccorHotels Arena, Párizs Nézőszám: 8108 |

| Jegyzőkönyv | Jegyzőkönyv | Jegyzőkönyv                             | Jegyzőkönyv      | Jegyzőkönyv                                                                            |
| --- | ----------- | --------------------------------------- | ---------------- | -------------------------------------------------------------------------------------- |
| | Lars Haugen | Kapusok                                 | Joonas Korpisalo | Játékvezetők: Antonín Jeřábek Jozef Kubuš Vonalbírók: Ivan Dedyulya Alexander Otmakhov |
| \| Bastiansen (Nørstebø) (PP) – 18:38 \| 1–0 \| \| \| \| 1–1 \| 25:33 – Hietanen (Aho, V. Lajunen) (PP) \| \| \| 1–2 \| 28:11 – Honka (Ohtamaa, Hännikäinen) \| \| Martinsen (Roest) (EA) – 59:31 \| 2–2 \| \| \| \| 2–3 \| 61:55 – Hännikäinen (Pyörälä) \| |             |                                         |                  | Játékvezetők: Antonín Jeřábek Jozef Kubuš Vonalbírók: Ivan Dedyulya Alexander Otmakhov |
| 12 perc | Büntetések  | 24 perc                                 |                  | Játékvezetők: Antonín Jeřábek Jozef Kubuš Vonalbírók: Ivan Dedyulya Alexander Otmakhov |
| 21 | Lövések     | 28                                      |                  | Játékvezetők: Antonín Jeřábek Jozef Kubuš Vonalbírók: Ivan Dedyulya Alexander Otmakhov |
| Bastiansen (Nørstebø) (PP) – 18:38 | 1–0         |                                         |                  | Játékvezetők: Antonín Jeřábek Jozef Kubuš Vonalbírók: Ivan Dedyulya Alexander Otmakhov |
| | 1–1         | 25:33 – Hietanen (Aho, V. Lajunen) (PP) |                  | Játékvezetők: Antonín Jeřábek Jozef Kubuš Vonalbírók: Ivan Dedyulya Alexander Otmakhov |
| | 1–2         | 28:11 – Honka (Ohtamaa, Hännikäinen)    |                  | Játékvezetők: Antonín Jeřábek Jozef Kubuš Vonalbírók: Ivan Dedyulya Alexander Otmakhov |
| Martinsen (Roest) (EA) – 59:31 | 2–2         |                                         |                  |                                                                                        |
| | 2–3         | 61:55 – Hännikäinen (Pyörälä)           |                  |                                                                                        |

| 2017. május 13. 16:15 | Szlovénia | 2–5 (2–1, 0–4, 0–0) | Fehéroroszország | AccorHotels Arena, Párizs Nézőszám: 7158 |

| Jegyzőkönyv | Jegyzőkönyv    | Jegyzőkönyv                                    | Jegyzőkönyv   | Jegyzőkönyv                                                                           |
| --- | -------------- | ---------------------------------------------- | ------------- | ------------------------------------------------------------------------------------- |
| | Gašper Krošelj | Kapusok                                        | Kevin Lalande | Játékvezetők: Oliver Gouin Daniel Stricker Vonalbírók: Roman Kaderli Nathan Vanoosten |
| \| \| 0–1 \| 13:12 – Pavlovich (Shinkevich, Linglet) \| \| Jeglič (Verlič, Sabolič) (PP) – 16:52 \| 1–1 \| \| \| Rodman (Kovačević, Pretnar) – 19:15 \| 2–1 \| \| \| \| 2–2 \| 20:29 – Kovyrshin (A. Kostitsyn, S. Kostitsyn) \| \| \| 2–3 \| 29:48 – Pavlovich (Shinkevich) \| \| \| 2–4 \| 38:05 – Shinkevich (Pavlovich, Linglet) \| \| \| 2–5 \| 39:43 – Stas (Stefanovich) (PP) \| |                |                                                |               | Játékvezetők: Oliver Gouin Daniel Stricker Vonalbírók: Roman Kaderli Nathan Vanoosten |
| 20 perc | Büntetések     | 10 perc                                        |               | Játékvezetők: Oliver Gouin Daniel Stricker Vonalbírók: Roman Kaderli Nathan Vanoosten |
| 30 | Lövések        | 29                                             |               | Játékvezetők: Oliver Gouin Daniel Stricker Vonalbírók: Roman Kaderli Nathan Vanoosten |
| | 0–1            | 13:12 – Pavlovich (Shinkevich, Linglet)        |               | Játékvezetők: Oliver Gouin Daniel Stricker Vonalbírók: Roman Kaderli Nathan Vanoosten |
| Jeglič (Verlič, Sabolič) (PP) – 16:52 | 1–1            |                                                |               | Játékvezetők: Oliver Gouin Daniel Stricker Vonalbírók: Roman Kaderli Nathan Vanoosten |
| Rodman (Kovačević, Pretnar) – 19:15 | 2–1            |                                                |               | Játékvezetők: Oliver Gouin Daniel Stricker Vonalbírók: Roman Kaderli Nathan Vanoosten |
| | 2–2            | 20:29 – Kovyrshin (A. Kostitsyn, S. Kostitsyn) |               |                                                                                       |
| | 2–3            | 29:48 – Pavlovich (Shinkevich)                 |               |                                                                                       |
| | 2–4            | 38:05 – Shinkevich (Pavlovich, Linglet)        |               |                                                                                       |
| | 2–5            | 39:43 – Stas (Stefanovich) (PP)                |               |                                                                                       |

| 2017. május 13. 20:15 | Kanada | 2–3 (h.u.) (2–0, 0–0, 0–2) (h.u.: 0–1) | Svájc | AccorHotels Arena, Párizs Nézőszám: 12 932 |

| Jegyzőkönyv | Jegyzőkönyv    | Jegyzőkönyv                            | Jegyzőkönyv                  | Jegyzőkönyv                                                                          |
| --- | -------------- | -------------------------------------- | ---------------------------- | ------------------------------------------------------------------------------------ |
| | Calvin Pickard | Kapusok                                | Jonas Hiller Leonardo Genoni | Játékvezetők: Eduards Odiņš Anssi Salonen Vonalbírók: Joep Leermakers Hannu Sormunen |
| \| O'Reilly (Marner, Parayko) (PP) – 04:22 \| 1–0 \| \| \| Marner (Lee, Konecny) – 06:28 \| 2–0 \| \| \| \| 2–1 \| 46:37 – Herzog (Praplan, Richard) (PP) \| \| \| 2–2 \| 49:44 – Praplan (Hollenstein) \| \| \| 2–3 \| 63:40 – Herzog (Untersander, Ambühl) \| |                |                                        |                              | Játékvezetők: Eduards Odiņš Anssi Salonen Vonalbírók: Joep Leermakers Hannu Sormunen |
| 8 perc | Büntetések     | 6 perc                                 |                              | Játékvezetők: Eduards Odiņš Anssi Salonen Vonalbírók: Joep Leermakers Hannu Sormunen |
| 45 | Lövések        | 26                                     |                              | Játékvezetők: Eduards Odiņš Anssi Salonen Vonalbírók: Joep Leermakers Hannu Sormunen |
| O'Reilly (Marner, Parayko) (PP) – 04:22 | 1–0            |                                        |                              | Játékvezetők: Eduards Odiņš Anssi Salonen Vonalbírók: Joep Leermakers Hannu Sormunen |
| Marner (Lee, Konecny) – 06:28 | 2–0            |                                        |                              | Játékvezetők: Eduards Odiņš Anssi Salonen Vonalbírók: Joep Leermakers Hannu Sormunen |
| | 2–1            | 46:37 – Herzog (Praplan, Richard) (PP) |                              | Játékvezetők: Eduards Odiņš Anssi Salonen Vonalbírók: Joep Leermakers Hannu Sormunen |
| | 2–2            | 49:44 – Praplan (Hollenstein)          |                              |                                                                                      |
| | 2–3            | 63:40 – Herzog (Untersander, Ambühl)   |                              |                                                                                      |

| 2017. május 14. 16:15 | Franciaország | 2–5 (0–1, 1–2, 1–2) | Csehország | AccorHotels Arena, Párizs Nézőszám: 13 003 |

| Jegyzőkönyv | Jegyzőkönyv   | Jegyzőkönyv                            | Jegyzőkönyv    | Jegyzőkönyv                                                                          |
| --- | ------------- | -------------------------------------- | -------------- | ------------------------------------------------------------------------------------ |
| | Florian Hardy | Kapusok                                | Pavel Francouz | Játékvezetők: Oliver Gouin Jozef Kubuš Vonalbírók: Alexander Otmakhov Hannu Sormunen |
| \| \| 0–1 \| 08:32 – Pastrňák (Horák, Voráček) (PP) \| \| S. Da Costa (Fleury) (PP) – 20:53 \| 1–1 \| \| \| \| 1–2 \| 26:52 – Řepík (Kundrátek) \| \| \| 1–3 \| 37:01 – Rutta (Červenka) (PP) \| \| \| 1–4 \| 48:03 – Řepík (Kempný) \| \| Roussel – 50:38 \| 2–4 \| \| \| \| 2–5 \| 58:56 – Zohorna (Horák) (ENG) \| |               |                                        |                | Játékvezetők: Oliver Gouin Jozef Kubuš Vonalbírók: Alexander Otmakhov Hannu Sormunen |
| 6 perc | Büntetések    | 14 perc                                |                | Játékvezetők: Oliver Gouin Jozef Kubuš Vonalbírók: Alexander Otmakhov Hannu Sormunen |
| 24 | Lövések       | 28                                     |                | Játékvezetők: Oliver Gouin Jozef Kubuš Vonalbírók: Alexander Otmakhov Hannu Sormunen |
| | 0–1           | 08:32 – Pastrňák (Horák, Voráček) (PP) |                | Játékvezetők: Oliver Gouin Jozef Kubuš Vonalbírók: Alexander Otmakhov Hannu Sormunen |
| S. Da Costa (Fleury) (PP) – 20:53 | 1–1           |                                        |                | Játékvezetők: Oliver Gouin Jozef Kubuš Vonalbírók: Alexander Otmakhov Hannu Sormunen |
| | 1–2           | 26:52 – Řepík (Kundrátek)              |                | Játékvezetők: Oliver Gouin Jozef Kubuš Vonalbírók: Alexander Otmakhov Hannu Sormunen |
| | 1–3           | 37:01 – Rutta (Červenka) (PP)          |                |                                                                                      |
| | 1–4           | 48:03 – Řepík (Kempný)                 |                |                                                                                      |
| Roussel – 50:38 | 2–4           |                                        |                |                                                                                      |
| | 2–5           | 58:56 – Zohorna (Horák) (ENG)          |                |                                                                                      |

| 2017. május 14. 20:15 | Svájc | 2–3 (h.u.) (2–1, 0–0, 0–1) (h.u.: 0–1) | Finnország | AccorHotels Arena, Párizs Nézőszám: 10 860 |

| Jegyzőkönyv | Jegyzőkönyv     | Jegyzőkönyv                             | Jegyzőkönyv                   | Jegyzőkönyv                                                                      |
| --- | --------------- | --------------------------------------- | ----------------------------- | -------------------------------------------------------------------------------- |
| | Leonardo Genoni | Kapusok                                 | Joonas Korpisalo Harri Säteri | Játékvezetők: Roman Gofman Linus Öhlund Vonalbírók: Ivan Dedyulya Libor Suchánek |
| \| Herzog (Richard, Untersander) – 04:40 \| 1–0 \| \| \| Genazzi (Loeffel) – 10:30 \| 2–0 \| \| \| \| 2–1 \| 19:01 – Hietanen (Savinainen, Aho) (PP) \| \| \| 2–2 \| 47:40 – Rantanen (V. Lajunen, Aho) (PP) \| \| \| 2–3 \| 62:24 – Filppula (Savinainen, Hietanen) \| |                 |                                         |                               | Játékvezetők: Roman Gofman Linus Öhlund Vonalbírók: Ivan Dedyulya Libor Suchánek |
| 20 perc | Büntetések      | 12 perc                                 |                               | Játékvezetők: Roman Gofman Linus Öhlund Vonalbírók: Ivan Dedyulya Libor Suchánek |
| 27 | Lövések         | 27                                      |                               | Játékvezetők: Roman Gofman Linus Öhlund Vonalbírók: Ivan Dedyulya Libor Suchánek |
| Herzog (Richard, Untersander) – 04:40 | 1–0             |                                         |                               | Játékvezetők: Roman Gofman Linus Öhlund Vonalbírók: Ivan Dedyulya Libor Suchánek |
| Genazzi (Loeffel) – 10:30 | 2–0             |                                         |                               | Játékvezetők: Roman Gofman Linus Öhlund Vonalbírók: Ivan Dedyulya Libor Suchánek |
| | 2–1             | 19:01 – Hietanen (Savinainen, Aho) (PP) |                               | Játékvezetők: Roman Gofman Linus Öhlund Vonalbírók: Ivan Dedyulya Libor Suchánek |
| | 2–2             | 47:40 – Rantanen (V. Lajunen, Aho) (PP) |                               |                                                                                  |
| | 2–3             | 62:24 – Filppula (Savinainen, Hietanen) |                               |                                                                                  |

| 2017. május 15. 16:15 | Kanada | 5–0 (2–0, 2–0, 1–0) | Norvégia | AccorHotels Arena, Párizs Nézőszám: 5 093 |

| Jegyzőkönyv | Jegyzőkönyv  | Jegyzőkönyv | Jegyzőkönyv                     | Jegyzőkönyv                                                                      |
| --- | ------------ | ----------- | ------------------------------- | -------------------------------------------------------------------------------- |
| | Chad Johnson | Kapusok     | Henrik Haukeland Steffen Søberg | Játékvezetők: Roman Gofman Marcus Linde Vonalbírók: Roman Kaderli Libor Suchánek |
| \| Schenn (Simmonds) (PP) – 17:48 \| 1–0 \| \| \| Parayko (MacKinnon, O'Reilly) (PP) – 18:42 \| 2–0 \| \| \| Scheifele (Matheson, Skinner) – 34:57 \| 3–0 \| \| \| Parayko (MacKinnon, Marner) (PP) – 38:14 \| 4–0 \| \| \| O'Reilly (Scheifele, MacKinnon) (PP) – 57:20 \| 5–0 \| \| |              |             |                                 | Játékvezetők: Roman Gofman Marcus Linde Vonalbírók: Roman Kaderli Libor Suchánek |
| 8 perc | Büntetések   | 10 perc     |                                 | Játékvezetők: Roman Gofman Marcus Linde Vonalbírók: Roman Kaderli Libor Suchánek |
| 48 | Lövések      | 10          |                                 | Játékvezetők: Roman Gofman Marcus Linde Vonalbírók: Roman Kaderli Libor Suchánek |
| Schenn (Simmonds) (PP) – 17:48 | 1–0          |             |                                 | Játékvezetők: Roman Gofman Marcus Linde Vonalbírók: Roman Kaderli Libor Suchánek |
| Parayko (MacKinnon, O'Reilly) (PP) – 18:42 | 2–0          |             |                                 | Játékvezetők: Roman Gofman Marcus Linde Vonalbírók: Roman Kaderli Libor Suchánek |
| Scheifele (Matheson, Skinner) – 34:57 | 3–0          |             |                                 | Játékvezetők: Roman Gofman Marcus Linde Vonalbírók: Roman Kaderli Libor Suchánek |
| Parayko (MacKinnon, Marner) (PP) – 38:14 | 4–0          |             |                                 |                                                                                  |
| O'Reilly (Scheifele, MacKinnon) (PP) – 57:20 | 5–0          |             |                                 |                                                                                  |

| 2017. május 15. 20:15 | Franciaország | 4–1 (0–0, 2–0, 2–1) | Szlovénia | AccorHotels Arena, Párizs Nézőszám: 12 807 |

| Jegyzőkönyv | Jegyzőkönyv                  | Jegyzőkönyv                           | Jegyzőkönyv     | Jegyzőkönyv                                                                       |
| --- | ---------------------------- | ------------------------------------- | --------------- | --------------------------------------------------------------------------------- |
| | Cristobal Huet Florian Hardy | Kapusok                               | Matija Pintarič | Játékvezetők: Brett Iverson Mark Lemelin Vonalbírók: Joep Leermakers Brian Oliver |
| \| Roussel (Auvitu, S. Da Costa) (PP) – 28:20 \| 1–0 \| \| \| Auvitu (Bellemare, Roussel) – 31:08 \| 2–0 \| \| \| Roussel (Auvitu) (PP2) – 44:01 \| 3–0 \| \| \| \| 3–1 \| 44:25 – Muršak (Mušič, Pintarič) (SH) \| \| Roussel (SH, ENG) – 58:30 \| 4–1 \| \| |                              |                                       |                 | Játékvezetők: Brett Iverson Mark Lemelin Vonalbírók: Joep Leermakers Brian Oliver |
| 4 perc | Büntetések                   | 6 perc                                |                 | Játékvezetők: Brett Iverson Mark Lemelin Vonalbírók: Joep Leermakers Brian Oliver |
| 25 | Lövések                      | 27                                    |                 | Játékvezetők: Brett Iverson Mark Lemelin Vonalbírók: Joep Leermakers Brian Oliver |
| Roussel (Auvitu, S. Da Costa) (PP) – 28:20 | 1–0                          |                                       |                 | Játékvezetők: Brett Iverson Mark Lemelin Vonalbírók: Joep Leermakers Brian Oliver |
| Auvitu (Bellemare, Roussel) – 31:08 | 2–0                          |                                       |                 | Játékvezetők: Brett Iverson Mark Lemelin Vonalbírók: Joep Leermakers Brian Oliver |
| Roussel (Auvitu) (PP2) – 44:01 | 3–0                          |                                       |                 | Játékvezetők: Brett Iverson Mark Lemelin Vonalbírók: Joep Leermakers Brian Oliver |
| | 3–1                          | 44:25 – Muršak (Mušič, Pintarič) (SH) |                 |                                                                                   |
| Roussel (SH, ENG) – 58:30 | 4–1                          |                                       |                 |                                                                                   |

| 2017. május 16. 12:15 | Fehéroroszország | 4–3 (0–0, 2–1, 2–2) | Norvégia | AccorHotels Arena, Párizs Nézőszám: 3 867 |

| Jegyzőkönyv | Jegyzőkönyv        | Jegyzőkönyv                              | Jegyzőkönyv | Jegyzőkönyv                                                                                |
| --- | ------------------ | ---------------------------------------- | ----------- | ------------------------------------------------------------------------------------------ |
| | Mikhail Karnaukhov | Kapusok                                  | Lars Haugen | Játékvezetők: Daniel Piechaczek Tobias Wehrli Vonalbírók: Joep Leermakers Nathan Vanoosten |
| \| Lisovets (Stefanovich) – 26:08 \| 1–0 \| \| \| \| 1–1 \| 35:05 – Sørvik (M. Olimb) \| \| Kulakov (Stas, Demkov) – 37:52 \| 2–1 \| \| \| \| 2–2 \| 41:19 – Reichenberg (Thoresen, Ødegaard) \| \| \| 2–3 \| 43:41 – Holøs (Martinsen, M. Olimb) \| \| Shinkevich (Kovyrshin, Stefanovich) – 54:06 \| 3–3 \| \| \| Lisovets (Pavlovich, Linglet) – 56:56 \| 4–3 \| \| |                    |                                          |             | Játékvezetők: Daniel Piechaczek Tobias Wehrli Vonalbírók: Joep Leermakers Nathan Vanoosten |
| 6 perc | Büntetések         | 4 perc                                   |             | Játékvezetők: Daniel Piechaczek Tobias Wehrli Vonalbírók: Joep Leermakers Nathan Vanoosten |
| 19 | Lövések            | 26                                       |             | Játékvezetők: Daniel Piechaczek Tobias Wehrli Vonalbírók: Joep Leermakers Nathan Vanoosten |
| Lisovets (Stefanovich) – 26:08 | 1–0                |                                          |             | Játékvezetők: Daniel Piechaczek Tobias Wehrli Vonalbírók: Joep Leermakers Nathan Vanoosten |
| | 1–1                | 35:05 – Sørvik (M. Olimb)                |             | Játékvezetők: Daniel Piechaczek Tobias Wehrli Vonalbírók: Joep Leermakers Nathan Vanoosten |
| Kulakov (Stas, Demkov) – 37:52 | 2–1                |                                          |             | Játékvezetők: Daniel Piechaczek Tobias Wehrli Vonalbírók: Joep Leermakers Nathan Vanoosten |
| | 2–2                | 41:19 – Reichenberg (Thoresen, Ødegaard) |             |                                                                                            |
| | 2–3                | 43:41 – Holøs (Martinsen, M. Olimb)      |             |                                                                                            |
| Shinkevich (Kovyrshin, Stefanovich) – 54:06 | 3–3                |                                          |             |                                                                                            |
| Lisovets (Pavlovich, Linglet) – 56:56 | 4–3                |                                          |             |                                                                                            |

| 2017. május 16. 16:15 | Csehország | 1–3 (0–1, 1–1, 0–1) | Svájc | AccorHotels Arena, Párizs Nézőszám: 4 531 |

| Jegyzőkönyv | Jegyzőkönyv | Jegyzőkönyv                      | Jegyzőkönyv     | Jegyzőkönyv                                                                     |
| --- | ----------- | -------------------------------- | --------------- | ------------------------------------------------------------------------------- |
| | Petr Mrázek | Kapusok                          | Niklas Schlegel | Játékvezetők: Jozef Kubuš Marcus Linde Vonalbírók: Ivan Dedyulya Hannu Sormunen |
| \| \| 0–1 \| 01:42 – Praplan (Diaz) \| \| \| 0–2 \| 28:36 – Suri (Kukan, Schlumpf) \| \| Červenka (Pastrňák, Šulák) – 34:08 \| 1–2 \| \| \| \| 1–3 \| 52:09 – Brunner (Richard, Marti) \| |             |                                  |                 | Játékvezetők: Jozef Kubuš Marcus Linde Vonalbírók: Ivan Dedyulya Hannu Sormunen |
| 2 perc | Büntetések  | 6 perc                           |                 | Játékvezetők: Jozef Kubuš Marcus Linde Vonalbírók: Ivan Dedyulya Hannu Sormunen |
| 24 | Lövések     | 21                               |                 | Játékvezetők: Jozef Kubuš Marcus Linde Vonalbírók: Ivan Dedyulya Hannu Sormunen |
| | 0–1         | 01:42 – Praplan (Diaz)           |                 | Játékvezetők: Jozef Kubuš Marcus Linde Vonalbírók: Ivan Dedyulya Hannu Sormunen |
| | 0–2         | 28:36 – Suri (Kukan, Schlumpf)   |                 | Játékvezetők: Jozef Kubuš Marcus Linde Vonalbírók: Ivan Dedyulya Hannu Sormunen |
| Červenka (Pastrňák, Šulák) – 34:08 | 1–2         |                                  |                 | Játékvezetők: Jozef Kubuš Marcus Linde Vonalbírók: Ivan Dedyulya Hannu Sormunen |
| | 1–3         | 52:09 – Brunner (Richard, Marti) |                 |                                                                                 |

| 2017. május 16. 20:15 | Kanada | 5–2 (3–1, 1–1, 1–0) | Finnország | AccorHotels Arena, Párizs Nézőszám: 10 202 |

| Jegyzőkönyv | Jegyzőkönyv    | Jegyzőkönyv                         | Jegyzőkönyv  | Jegyzőkönyv                                                                           |
| --- | -------------- | ----------------------------------- | ------------ | ------------------------------------------------------------------------------------- |
| | Calvin Pickard | Kapusok                             | Harri Säteri | Játékvezetők: Mark Lemelin Stephen Reneau Vonalbírók: Brian Oliver Alexander Otmakhov |
| \| Marner (Point, Matheson) – 02:46 \| 1–0 \| \| \| \| 1–1 \| 03:08 – J. Lajunen (Osala) \| \| Parayko (Marner) (PP) – 04:06 \| 2–1 \| \| \| Marner (Scheifele, MacKinnon) (PP) – 13:45 \| 3–1 \| \| \| Point (Matheson, Parayko) – 28:09 \| 4–1 \| \| \| \| 4–2 \| 36:51 – Ohtamaa (Honka, Kemppainen) \| \| Duchene (Couturier) – 40:34 \| 5–2 \| \| |                |                                     |              | Játékvezetők: Mark Lemelin Stephen Reneau Vonalbírók: Brian Oliver Alexander Otmakhov |
| 10 perc | Büntetések     | 20 perc                             |              | Játékvezetők: Mark Lemelin Stephen Reneau Vonalbírók: Brian Oliver Alexander Otmakhov |
| 28 | Lövések        | 20                                  |              | Játékvezetők: Mark Lemelin Stephen Reneau Vonalbírók: Brian Oliver Alexander Otmakhov |
| Marner (Point, Matheson) – 02:46 | 1–0            |                                     |              | Játékvezetők: Mark Lemelin Stephen Reneau Vonalbírók: Brian Oliver Alexander Otmakhov |
| | 1–1            | 03:08 – J. Lajunen (Osala)          |              | Játékvezetők: Mark Lemelin Stephen Reneau Vonalbírók: Brian Oliver Alexander Otmakhov |
| Parayko (Marner) (PP) – 04:06 | 2–1            |                                     |              | Játékvezetők: Mark Lemelin Stephen Reneau Vonalbírók: Brian Oliver Alexander Otmakhov |
| Marner (Scheifele, MacKinnon) (PP) – 13:45 | 3–1            |                                     |              |                                                                                       |
| Point (Matheson, Parayko) – 28:09 | 4–1            |                                     |              |                                                                                       |
| | 4–2            | 36:51 – Ohtamaa (Honka, Kemppainen) |              |                                                                                       |
| Duchene (Couturier) – 40:34 | 5–2            |                                     |              |                                                                                       |

## Egyenes kieséses szakasz
|  |              |                  |              |             |   |             |             |            |               |               |               |       |       |
|  | Negyeddöntők | Negyeddöntők     | Negyeddöntők |             |   | Elődöntők   | Elődöntők   | Elődöntők  |               |               | Döntő         | Döntő | Döntő |
|  | Negyeddöntők | Negyeddöntők     | Negyeddöntők |             |   | Elődöntők   | Elődöntők   | Elődöntők  |               |               | Döntő         | Döntő | Döntő |
|  | május 18.    |                  |              |             |   |             |             |            |               |               |               |       |       |
|  |              |                  |              |             |   |             |             |            |               |               |               |       |       |
|  | A1           | Egyesült Államok | 0            |             |   |             |             |            |               |               |               |       |       |
|  | A1           | Egyesült Államok | 0            | május 20.   |   |             |             |            |               |               |               |       |       |
|  | B4           | Finnország       | 2            |             |   |             |             |            |               |               |               |       |       |
|  | B4           | Finnország       | 2            |             |   | Finnország  | Finnország  | 1          |               |               |               |       |       |
|  | május 18.    |                  |              |             |   | Finnország  | Finnország  | 1          |               |               |               |       |       |
|  |              |                  | Svédország   | Svédország  | 4 |             |             |            |               |               |               |       |       |
|  | B2           | Svájc            | Svédország   | Svédország  | 4 | 1           |             |            |               |               |               |       |       |
|  | B2           | Svájc            |              |             |   | 1           | május 21.   |            |               |               |               |       |       |
|  | A3           | Svédország       | 3            |             |   |             |             |            |               |               |               |       |       |
|  | A3           | Svédország       | 3            |             |   | Kanada      | Kanada      | 1          |               |               |               |       |       |
|  | május 18.    |                  |              |             |   | Kanada      | Kanada      | 1          |               |               |               |       |       |
|  |              |                  | Svédország   | Svédország  | 2 |             |             |            |               |               |               |       |       |
|  | B1           | Kanada           | Svédország   | Svédország  | 2 | 2           |             |            |               |               |               |       |       |
|  | B1           | Kanada           | május 20.    |             |   | 2           |             |            |               |               |               |       |       |
|  | A4           | Németország      | 1            |             |   |             |             |            |               |               |               |       |       |
|  | A4           | Németország      | 1            |             |   | Kanada      | Kanada      | 4          | Bronzmérkőzés | Bronzmérkőzés | Bronzmérkőzés |       |       |
|  | május 18.    |                  |              |             |   | Kanada      | Kanada      | 4          | Bronzmérkőzés | Bronzmérkőzés | Bronzmérkőzés |       |       |
|  |              |                  | Oroszország  | Oroszország | 2 |             |             | május 21.  | május 21.     | május 21.     |               |       |       |
|  | A2           | Oroszország      | Oroszország  | Oroszország | 2 | 3           |             | május 21.  | május 21.     | május 21.     |               |       |       |
|  | A2           | Oroszország      |              |             |   |             |             | Finnország | Finnország    | 3             |               |       |       |
|  | B3           | Csehország       | 0            |             |   |             |             | Finnország | Finnország    | 3             |               |       |       |
|  | B3           | Csehország       | 0            |             |   | Oroszország | Oroszország | 5          |               |               |               |       |       |
|  |              |                  |              |             |   | Oroszország | Oroszország | 5          |               |               |               |       |       |

### Negyeddöntők
Az egyes mérkőzések kezdési idejét a csoportkör befejezése után határozzák meg.
| 2017. május 18. 16:15 | Egyesült Államok | 0–2 (0–0, 0–1, 0–1) | Finnország | Lanxess Arena, Köln Nézőszám: 8 968 |

| Jegyzőkönyv                                                                                              | Jegyzőkönyv  | Jegyzőkönyv                             | Jegyzőkönyv  | Jegyzőkönyv                                                                          |
| --- | ------------ | --------------------------------------- | ------------ | ------------------------------------------------------------------------------------ |
| | Jimmy Howard | Kapusok                                 | Harri Säteri | Játékvezetők: Oliver Gouin Antonín Jeřábek Vonalbírók: Gleb Lazarev Miroslav Lhotský |
| \| \| 0–1 \| 21:01 – Rantanen (Savinainen, Aho) (PP) \| \| \| 0–2 \| 46:49 – Kemppainen (J. Aaltonen) \| |              |                                         |              | Játékvezetők: Oliver Gouin Antonín Jeřábek Vonalbírók: Gleb Lazarev Miroslav Lhotský |
| 12 perc                                                                                                  | Büntetések   | 4 perc                                  |              | Játékvezetők: Oliver Gouin Antonín Jeřábek Vonalbírók: Gleb Lazarev Miroslav Lhotský |
| 26 | Lövések      | 20                                      |              | Játékvezetők: Oliver Gouin Antonín Jeřábek Vonalbírók: Gleb Lazarev Miroslav Lhotský |
| | 0–1          | 21:01 – Rantanen (Savinainen, Aho) (PP) |              | Játékvezetők: Oliver Gouin Antonín Jeřábek Vonalbírók: Gleb Lazarev Miroslav Lhotský |
| | 0–2          | 46:49 – Kemppainen (J. Aaltonen)        |              | Játékvezetők: Oliver Gouin Antonín Jeřábek Vonalbírók: Gleb Lazarev Miroslav Lhotský |

| 2017. május 18. 16:15 | Oroszország | 3–0 (2–0, 0–0, 1–0) | Csehország | AccorHotels Arena, Párizs Nézőszám: 6 209 |

| Jegyzőkönyv | Jegyzőkönyv        | Jegyzőkönyv | Jegyzőkönyv    | Jegyzőkönyv                                                                        |
| --- | ------------------ | ----------- | -------------- | ---------------------------------------------------------------------------------- |
| | Andrei Vasilevskiy | Kapusok     | Pavel Francouz | Játékvezetők: Mark Lemelin Tobias Wehrli Vonalbírók: Brian Oliver Nathan Vanoosten |
| \| Orlov (Plotnikov, Antipin) – 08:45 \| 1–0 \| \| \| Kucherov (Kuznetsov, Antipin) (PP) – 13:36 \| 2–0 \| \| \| Panarin (Kucherov, Kuznetsov) – 53:55 \| 3–0 \| \| |                    |             |                | Játékvezetők: Mark Lemelin Tobias Wehrli Vonalbírók: Brian Oliver Nathan Vanoosten |
| 10 perc | Büntetések         | 6 perc      |                | Játékvezetők: Mark Lemelin Tobias Wehrli Vonalbírók: Brian Oliver Nathan Vanoosten |
| 26 | Lövések            | 27          |                | Játékvezetők: Mark Lemelin Tobias Wehrli Vonalbírók: Brian Oliver Nathan Vanoosten |
| Orlov (Plotnikov, Antipin) – 08:45 | 1–0                |             |                | Játékvezetők: Mark Lemelin Tobias Wehrli Vonalbírók: Brian Oliver Nathan Vanoosten |
| Kucherov (Kuznetsov, Antipin) (PP) – 13:36 | 2–0                |             |                | Játékvezetők: Mark Lemelin Tobias Wehrli Vonalbírók: Brian Oliver Nathan Vanoosten |
| Panarin (Kucherov, Kuznetsov) – 53:55 | 3–0                |             |                | Játékvezetők: Mark Lemelin Tobias Wehrli Vonalbírók: Brian Oliver Nathan Vanoosten |

| 2017. május 18. 20:15 | Kanada | 2–1 (1–0, 1–0, 0–1) | Németország | Lanxess Arena, Köln Nézőszám: 16 653 |

| Jegyzőkönyv | Jegyzőkönyv    | Jegyzőkönyv                          | Jegyzőkönyv      | Jegyzőkönyv                                                                        |
| --- | -------------- | ------------------------------------ | ---------------- | ---------------------------------------------------------------------------------- |
| | Calvin Pickard | Kapusok                              | Philipp Grubauer | Játékvezetők: Jan Hribik Daniel Stricker Vonalbírók: Judson Ritter Sakari Suominen |
| \| Scheifele (O'Reilly, Marner) (PP) – 17:11 \| 1–0 \| \| \| Skinner (Matheson, Scheifele) – 38:08 \| 2–0 \| \| \| \| 2–1 \| 53:21 – Y. Seidenberg (Ehrhoff) (SH) \| |                |                                      |                  | Játékvezetők: Jan Hribik Daniel Stricker Vonalbírók: Judson Ritter Sakari Suominen |
| 8 perc | Büntetések     | 18 perc                              |                  | Játékvezetők: Jan Hribik Daniel Stricker Vonalbírók: Judson Ritter Sakari Suominen |
| 50 | Lövések        | 20                                   |                  | Játékvezetők: Jan Hribik Daniel Stricker Vonalbírók: Judson Ritter Sakari Suominen |
| Scheifele (O'Reilly, Marner) (PP) – 17:11 | 1–0            |                                      |                  | Játékvezetők: Jan Hribik Daniel Stricker Vonalbírók: Judson Ritter Sakari Suominen |
| Skinner (Matheson, Scheifele) – 38:08 | 2–0            |                                      |                  | Játékvezetők: Jan Hribik Daniel Stricker Vonalbírók: Judson Ritter Sakari Suominen |
| | 2–1            | 53:21 – Y. Seidenberg (Ehrhoff) (SH) |                  | Játékvezetők: Jan Hribik Daniel Stricker Vonalbírók: Judson Ritter Sakari Suominen |

| 2017. május 18. 20:15 | Svájc | 1–3 (1–1, 0–1, 0–1) | Svédország | AccorHotels Arena, Párizs Nézőszám: 8 417 |

| Jegyzőkönyv | Jegyzőkönyv     | Jegyzőkönyv                            | Jegyzőkönyv      | Jegyzőkönyv                                                                           |
| --- | --------------- | -------------------------------------- | ---------------- | ------------------------------------------------------------------------------------- |
| | Leonardo Genoni | Kapusok                                | Henrik Lundqvist | Játékvezetők: Brett Iverson Jozef Kubuš Vonalbírók: Alexander Otmakhov Libor Suchánek |
| \| \| 0–1 \| 04:15 – Bäckström (Lindberg, Nylander) \| \| Haas – 12:53 \| 1–1 \| \| \| \| 1–2 \| 33:15 – Nylander (Ekman-Larsson) \| \| \| 1–3 \| 43:44 – Edler (J. Lundqvist) \| |                 |                                        |                  | Játékvezetők: Brett Iverson Jozef Kubuš Vonalbírók: Alexander Otmakhov Libor Suchánek |
| 2 perc | Büntetések      | 6 perc                                 |                  | Játékvezetők: Brett Iverson Jozef Kubuš Vonalbírók: Alexander Otmakhov Libor Suchánek |
| 27 | Lövések         | 29                                     |                  | Játékvezetők: Brett Iverson Jozef Kubuš Vonalbírók: Alexander Otmakhov Libor Suchánek |
| | 0–1             | 04:15 – Bäckström (Lindberg, Nylander) |                  | Játékvezetők: Brett Iverson Jozef Kubuš Vonalbírók: Alexander Otmakhov Libor Suchánek |
| Haas – 12:53 | 1–1             |                                        |                  | Játékvezetők: Brett Iverson Jozef Kubuš Vonalbírók: Alexander Otmakhov Libor Suchánek |
| | 1–2             | 33:15 – Nylander (Ekman-Larsson)       |                  | Játékvezetők: Brett Iverson Jozef Kubuš Vonalbírók: Alexander Otmakhov Libor Suchánek |
| | 1–3             | 43:44 – Edler (J. Lundqvist)           |                  |                                                                                       |

### Elődöntők
| 2017. május 20. 15:15 | Kanada | 4–2 (0–0, 0–2, 4–0) | Oroszország | Lanxess Arena, Köln Nézőszám: 16 469 |

| Jegyzőkönyv | Jegyzőkönyv    | Jegyzőkönyv                              | Jegyzőkönyv        | Jegyzőkönyv                                                                          |
| --- | -------------- | ---------------------------------------- | ------------------ | ------------------------------------------------------------------------------------ |
| | Calvin Pickard | Kapusok                                  | Andrei Vasilevskiy | Játékvezetők: Mark Lemelin Daniel Stricker Vonalbírók: Miroslav Lhotský Brian Oliver |
| \| \| 0–1 \| 32:16 – Kuznetsov (Panarin, Kucherov) \| \| \| 0–2 \| 34:50 – Gusev (Shipachyov, Panarin) (PP) \| \| Scheifele (MacKinnon, Parayko) (PP) – 40:17 \| 1–2 \| \| \| MacKinnon (Konecny) – 55:07 \| 2–2 \| \| \| O'Reilly (Matheson) – 56:58 \| 3–2 \| \| \| Couturier (O'Reilly, Parayko) (ENG) – 58:53 \| 4–2 \| \| |                |                                          |                    | Játékvezetők: Mark Lemelin Daniel Stricker Vonalbírók: Miroslav Lhotský Brian Oliver |
| 10 perc | Büntetések     | 22 perc                                  |                    | Játékvezetők: Mark Lemelin Daniel Stricker Vonalbírók: Miroslav Lhotský Brian Oliver |
| 38 | Lövések        | 28                                       |                    | Játékvezetők: Mark Lemelin Daniel Stricker Vonalbírók: Miroslav Lhotský Brian Oliver |
| | 0–1            | 32:16 – Kuznetsov (Panarin, Kucherov)    |                    | Játékvezetők: Mark Lemelin Daniel Stricker Vonalbírók: Miroslav Lhotský Brian Oliver |
| | 0–2            | 34:50 – Gusev (Shipachyov, Panarin) (PP) |                    | Játékvezetők: Mark Lemelin Daniel Stricker Vonalbírók: Miroslav Lhotský Brian Oliver |
| Scheifele (MacKinnon, Parayko) (PP) – 40:17 | 1–2            |                                          |                    | Játékvezetők: Mark Lemelin Daniel Stricker Vonalbírók: Miroslav Lhotský Brian Oliver |
| MacKinnon (Konecny) – 55:07 | 2–2            |                                          |                    |                                                                                      |
| O'Reilly (Matheson) – 56:58 | 3–2            |                                          |                    |                                                                                      |
| Couturier (O'Reilly, Parayko) (ENG) – 58:53 | 4–2            |                                          |                    |                                                                                      |

| 2017. május 20. 19:15 | Svédország | 4–1 (1–1, 2–0, 1–0) | Finnország | Lanxess Arena, Köln Nézőszám: 11 242 |

| Jegyzőkönyv | Jegyzőkönyv      | Jegyzőkönyv                   | Jegyzőkönyv  | Jegyzőkönyv                                                                              |
| --- | ---------------- | ----------------------------- | ------------ | ---------------------------------------------------------------------------------------- |
| | Henrik Lundqvist | Kapusok                       | Harri Säteri | Játékvezetők: Jan Hribik Antonín Jeřábek Vonalbírók: Alexander Otmakhov Nathan Vanoosten |
| \| Edler (Bäckström) – 01:49 \| 1–0 \| \| \| \| 1–1 \| 04:45 – Kemppainen (Aaltonen) \| \| J. Klingberg (Ekman-Larsson, Nylander) (PP) – 24:36 \| 2–1 \| \| \| Nylander (Bäckström) (PP) – 34:52 \| 3–1 \| \| \| Nordström (Krüger) – 53:52 \| 4–1 \| \| |                  |                               |              | Játékvezetők: Jan Hribik Antonín Jeřábek Vonalbírók: Alexander Otmakhov Nathan Vanoosten |
| 6 perc | Büntetések       | 10 perc                       |              | Játékvezetők: Jan Hribik Antonín Jeřábek Vonalbírók: Alexander Otmakhov Nathan Vanoosten |
| 41 | Lövések          | 23                            |              | Játékvezetők: Jan Hribik Antonín Jeřábek Vonalbírók: Alexander Otmakhov Nathan Vanoosten |
| Edler (Bäckström) – 01:49 | 1–0              |                               |              | Játékvezetők: Jan Hribik Antonín Jeřábek Vonalbírók: Alexander Otmakhov Nathan Vanoosten |
| | 1–1              | 04:45 – Kemppainen (Aaltonen) |              | Játékvezetők: Jan Hribik Antonín Jeřábek Vonalbírók: Alexander Otmakhov Nathan Vanoosten |
| J. Klingberg (Ekman-Larsson, Nylander) (PP) – 24:36 | 2–1              |                               |              | Játékvezetők: Jan Hribik Antonín Jeřábek Vonalbírók: Alexander Otmakhov Nathan Vanoosten |
| Nylander (Bäckström) (PP) – 34:52 | 3–1              |                               |              |                                                                                          |
| Nordström (Krüger) – 53:52 | 4–1              |                               |              |                                                                                          |

### Bronzmérkőzés
| 2017. május 21. 16:15 | Oroszország | 5–3 (1–0, 3–1, 1–2) | Finnország | Lanxess Arena, Köln Nézőszám: 16 182 |

| Jegyzőkönyv | Jegyzőkönyv        | Jegyzőkönyv                             | Jegyzőkönyv                   | Jegyzőkönyv                                                                        |
| --- | ------------------ | --------------------------------------- | ----------------------------- | ---------------------------------------------------------------------------------- |
| | Andrei Vasilevskiy | Kapusok                                 | Joonas Korpisalo Harri Säteri | Játékvezetők: Oliver Gouin Brett Iverson Vonalbírók: Miroslav Lhotský Brian Oliver |
| \| Gusev (Antipin, Nichushkin) – 06:58 \| 1–0 \| \| \| Tkachyov (Nichushkin, Zub) (SH) – 21:48 \| 2–0 \| \| \| Gusev (Panarin, Dadonov) (PP) – 27:01 \| 3–0 \| \| \| Kiselevich (Namestnikov, Nichushkin) – 28:16 \| 4–0 \| \| \| \| 4–1 \| 39:33 – Rantanen (Filppula) \| \| \| 4–2 \| 41:16 – Lehtonen (Aho) \| \| \| 4–3 \| 45:29 – Savinainen (Rantanen, Aho) (PP) \| \| Kucherov (Gusev, Belov) – 48:03 \| 5–3 \| \| |                    |                                         |                               | Játékvezetők: Oliver Gouin Brett Iverson Vonalbírók: Miroslav Lhotský Brian Oliver |
| 8 perc | Büntetések         | 10 perc                                 |                               | Játékvezetők: Oliver Gouin Brett Iverson Vonalbírók: Miroslav Lhotský Brian Oliver |
| 30 | Lövések            | 29                                      |                               | Játékvezetők: Oliver Gouin Brett Iverson Vonalbírók: Miroslav Lhotský Brian Oliver |
| Gusev (Antipin, Nichushkin) – 06:58 | 1–0                |                                         |                               | Játékvezetők: Oliver Gouin Brett Iverson Vonalbírók: Miroslav Lhotský Brian Oliver |
| Tkachyov (Nichushkin, Zub) (SH) – 21:48 | 2–0                |                                         |                               | Játékvezetők: Oliver Gouin Brett Iverson Vonalbírók: Miroslav Lhotský Brian Oliver |
| Gusev (Panarin, Dadonov) (PP) – 27:01 | 3–0                |                                         |                               | Játékvezetők: Oliver Gouin Brett Iverson Vonalbírók: Miroslav Lhotský Brian Oliver |
| Kiselevich (Namestnikov, Nichushkin) – 28:16 | 4–0                |                                         |                               |                                                                                    |
| | 4–1                | 39:33 – Rantanen (Filppula)             |                               |                                                                                    |
| | 4–2                | 41:16 – Lehtonen (Aho)                  |                               |                                                                                    |
| | 4–3                | 45:29 – Savinainen (Rantanen, Aho) (PP) |                               |                                                                                    |
| Kucherov (Gusev, Belov) – 48:03 | 5–3                |                                         |                               |                                                                                    |

### Döntő
| 2017. május 21. 20:45 | Kanada | 1–2 (sz.) (0–0, 0–1, 1–0) (h.u.: 0–0) (sz.: 0–2) | Svédország | Lanxess Arena, Köln Nézőszám: 17 363 |

| Jegyzőkönyv                                                                                   | Jegyzőkönyv    | Jegyzőkönyv                                | Jegyzőkönyv      | Jegyzőkönyv                                                                                  |
| --------------------------------------------------------------------------------------------- | -------------- | ------------------------------------------ | ---------------- | -------------------------------------------------------------------------------------------- |
|                                                                                               | Calvin Pickard | Kapusok                                    | Henrik Lundqvist | Játékvezetők: Antonín Jeřábek Daniel Stricker Vonalbírók: Alexander Otmakhov Sakari Suominen |
| \| \| 0–1 \| 39:39 – Hedman (SH) \| \| O'Reilly (Marner, MacKinnon) (PP) – 41:58 \| 1–1 \| \| |                |                                            |                  | Játékvezetők: Antonín Jeřábek Daniel Stricker Vonalbírók: Alexander Otmakhov Sakari Suominen |
| MacKinnon Point O'Reilly Marner                                                               | Szétlövés      | Nylander Bäckström Ekman-Larsson Landeskog |                  | Játékvezetők: Antonín Jeřábek Daniel Stricker Vonalbírók: Alexander Otmakhov Sakari Suominen |
| 10 perc                                                                                       | Büntetések     | 8 perc                                     |                  | Játékvezetők: Antonín Jeřábek Daniel Stricker Vonalbírók: Alexander Otmakhov Sakari Suominen |
| 43                                                                                            | Lövések        | 42                                         |                  | Játékvezetők: Antonín Jeřábek Daniel Stricker Vonalbírók: Alexander Otmakhov Sakari Suominen |
|                                                                                               | 0–1            | 39:39 – Hedman (SH)                        |                  | Játékvezetők: Antonín Jeřábek Daniel Stricker Vonalbírók: Alexander Otmakhov Sakari Suominen |
| O'Reilly (Marner, MacKinnon) (PP) – 41:58                                                     | 1–1            |                                            |                  | Játékvezetők: Antonín Jeřábek Daniel Stricker Vonalbírók: Alexander Otmakhov Sakari Suominen |

| A 2017-es IIHF jégkorong-világbajnokság győztese |
| ------------------------------------------------ |
| · Svédország · 10. cím                           |

## Végeredmény
| Helyezés  | Csapat           | M  | Gy | HGy | HV | V | G+ | G– | Gk  | P  |
| --------- | ---------------- | -- | -- | --- | -- | - | -- | -- | --- | -- |
| Aranyérem | Svédország       | 10 | 7  | 1   | 1  | 1 | 38 | 16 | +22 | 24 |
| Ezüstérem | Kanada           | 10 | 8  | 0   | 2  | 0 | 39 | 15 | +24 | 26 |
| Bronzérem | Oroszország      | 10 | 7  | 1   | 0  | 2 | 45 | 17 | +27 | 23 |
| 4.        | Finnország       | 10 | 3  | 2   | 1  | 4 | 26 | 31 | -5  | 14 |
| 5.        | Egyesült Államok | 8  | 6  | 0   | 0  | 2 | 31 | 16 | +15 | 18 |
| 6.        | Svájc            | 8  | 3  | 2   | 2  | 1 | 23 | 17 | +6  | 15 |
| 7.        | Csehország       | 8  | 3  | 2   | 0  | 3 | 23 | 17 | +6  | 13 |
| 8.        | Németország      | 8  | 2  | 2   | 1  | 3 | 21 | 25 | -4  | 11 |
| 9.        | Franciaország    | 7  | 2  | 2   | 0  | 3 | 23 | 19 | +4  | 10 |
| 10.       | Lettország       | 7  | 3  | 0   | 1  | 3 | 14 | 18 | -4  | 10 |
| 11.       | Norvégia         | 7  | 2  | 0   | 2  | 3 | 13 | 19 | -6  | 8  |
| 12.       | Dánia            | 7  | 1  | 2   | 0  | 4 | 13 | 22 | -9  | 7  |
| 13.       | Fehéroroszország | 7  | 2  | 0   | 1  | 4 | 15 | 27 | -12 | 7  |
| 14.       | Szlovákia        | 7  | 0  | 1   | 2  | 4 | 12 | 28 | -16 | 4  |
| 15.       | Szlovénia        | 7  | 0  | 0   | 1  | 6 | 13 | 36 | -23 | 1  |
| 16.       | Olaszország      | 7  | 0  | 0   | 1  | 6 | 6  | 32 | -26 | 1  |